# 이승구 (1959년)
이승구(李承九, 1959년 2월 1일 ~ )는 대한민국의 교수이며 현재 합동신학대학원대학교에서 조직신학을 가르쳤고 은퇴하였으며 현재 남송 석좌교수이다. 2011년 성경과 신학분야에서 가장 영향력있는 학자로 선정되었으며 호는 성암(聖岩)이다. 한국복음주의신학회,  한국장로교신학회, 한국성경신학회, 한국키에르케고어학회, 그리고 피터 바이어하우스학회 회장을 하였다. 많은 저서와 번역서를 출판하였으며 외국의 여러학자들의 강의를 통역하였고, 국제 학술대회에서 여러차례 주제발표를 하였다. 영국의 개혁신학자 로버트 레담(Robert Letham(Robert Letham) 교수, 데이비드 F. 웰즈(David F. Wells) 박사, 폴 웰즈 박사, 그리고 존 헤셀링크와 같은 학자들에 따르면 개혁신학과 삼위일체 연구에서 세계적인 권위자로 평가받고 있다. 현재 Korean Journal of Theology 편집위원장이며, 한국성경신학회 회장이다.

## 학력
- 고려고등학교 졸업(1977).
- 총신대학교 기독교 교육과 졸업(B. A., 1982).
- 서울대학교 대학원 졸업(M. A. in ethics education, 1984).
- 합동신학원 졸업(1982년 입학, M. Div. equiv., 1987).
- 영국 The University of St. Andrews 신학부 졸업 (M. Phil., 1985), 조직신학 전공. 논문: “The Relation of Karl Barth’s Understanding of Revelation to that of Søren Kierkegaard
- 영국 The University of St. Andrews 신학부 졸업 (Ph. D., 1990), 조직신학 전공.  논문: “The Relation of Christianity  to the Ethical Sphere in the Thought of Søren Kierkegaard.”

## 경력
- 웨스트민스터신학대학원대학교 조직신학 교수(1992.1-1999.2.)
- 국제신학대학원대학교 조직신학 교수(1999.3-2009.2)
- 합동신학대학원대학교 조직신학 교수(2009,3-현재)
- 칼빈 신학교(Calvin College) 칼빈 연구소 방문 교수(Visiting Scholar, 2000년 여름)
- 암스테르담 자유대학교(Vrije Universiteit) 신학부 방문 교수(Visiting Scholar, 2006년 가을 학기)
- 한국 복음주의 조직신학회 회장 역임 (2000-2002), 조직신학연구 편집위원장(2009)
- 한국복음주의 신학회 감사(2004- 2006), 편집위원장(2006)
- 한국성경신학회 총무(1997-현재)
- 한국개혁신학회 총무(2004- 2006), 총무이사(2008-2012)
- 한국장로교 신학회 총무(2004- 2006), 총무(2008-현재), 장로교회와 신학 편집위원장(2009)
- 한국키에르케고어 학회 회장(2005)
- 기독교 학문연구소 교육위원장(2003-2005), 연구위원(2001-현재)
- 종교개혁500주년기념사업회 실행위원장(2011-현재)
- International Journal of Reformed Theology, Asian Editor (2006-Present)
- 한국개혁신학회 부회장(2012년-2018년)
- 한국기독교학술원 회원
- 한국복음주의 신학회 수석부회장(2018-2020년)
- 한국장로교신학회 회장(2016-2018년)
- 한국개혁신학회 부회장(2012년-2018년)
- 한국개혁신학회 회장(2018년-2020년)
- 바이어하우스학회 이사 및 실행총무(2018년 - )
- 합동신학대학원대학교 남송 석좌교수 (2024년 2월 - )
- Korean Journal of Theology 편집위원장 (2024년 9월 - )
- 한국성경신학회 회장 (2024년 - )

## 성암(聖岩) 이승구 박사의 생애
그는 아버지 이정훈과 어머니 조숙자 부부의 외아들로 1959년 2월 1일 서울 종로에서  태어났다. 그의 부모은 황해도 분으로 서울 종로로 이사를 하였다. 부친은 일찍 소천하였는데 늦게 교회를 다녔다고 한다. 그의 모친은 교회 권사로서 신앙과 인품에서 존경받는 분이었다. 90세가 가까울 때까지 친히 혼자서 교회를 다닐 정도의 신앙인이었다. 
그는 초등학교 1학년 때 12월의 어느 주일날 아침에 밖에 놀러 나갔는데 마침 그때 친구 하나와 자기 누나하고 동생하고 어딜 가고있는데, 어디를 가느냐고 물으니, 교회를 가려고 하면서 예배당에 갈래라고 말하여 간다고 대답하였는데 먼저 어머니한테 허락을 받았지만 아침 식사는 한후에 늦게 예배당에 가게되었다. 그때부터 한번도 빠지지 않고 교회를 출석하게 되었다고 한다. 그때부터 서울 원남교회를 다니기 시작하였고 많은 책을 읽었다. 그는 중학교때 꿈이 목사가 되는 것이었는데 신학교수를 하면서도 언약교회를 개척하여 오랜 기간 설교를 하고 있다. 교회의 지도자들의 설교와 특강을 열심히 듣고 신앙적으로 신학적으로 성장하게 되었다. 한번은 교회에 특강 강사로 온 서울대학교의 종교학과 교수였던 신사훈 박사가 키에르케고르가 누구인가? 라고 학생들에게 질문을 하였는데, 그가 실존주의 철학자라 대답하였더니 신사훈 박사가 매우 놀라면서, 서울대학교 학생들도 잘 알지 못하는데 고등학생이 대답하여서 칭찬을 받았다고한다.중고등부 교육전도사로 정명식 목사로부터 철저한 신앙훈련을 받았다. 
그는 영어가 매우 뛰어났는데 대학생 시절부터 번역을 하였고, 영국에 유학 가서 영국의 저명한 신학자들과 신학주제에 대한 인터뷰를 하고서 후에 『현대 영국 신학자들과의 대담』(엠마오, 1992)을 출판하였다. 그는 목회자가 되겠다고 결심한 후에 총신대학교 교육학과에서 공부를 한후에 합동신학대학원대학교, 서울대학교 그리고 스코트랜드의 세인트앤드류스 대학교의  대프네 햄슨(Daphne Hampson) 박사의 지도하에 1990년 박사학위를 마치고 귀국하였다. 그의 대학과 대학원의 모든 성적표가 거의 A라고 알려져 있다. 그는 대학시절부터 게할더스 보스, 헤르만 바빙크와 같은 세계적으로 유명한  신학자들의 책을 번역하면서 해외 유명 신학자들의 학문을 일찌기 수렴하였기에 그의 신학적 학술성의 깊이와 폭을 빠르게 발전시켜 후에 한국의 대표적인 조직신학자가 되었을 뿐만 아니라 그의 학문성은 로버트 레담(Robert Letham) 교수와 같은 외국의 신학자들의 책에게도 그의 글들이 인용이 되고 있다.
그는 연구와 더불어서 신학회 활동에 적극적으로 헌신하였다. 1998년 한국성경신학회를 창립하였고, 한국복음주의조직신학회 회장, 한국키에르케고어 학회 회장, 그리고 한국장로교 신학회 회장을 역임하였고, 현재 국내에서 가장 규목 큰 한국복음주의 신학회 회장, 그리고 한국개혁신학회 고문이며 세계개혁신학회 학회지 International Journal of Reformed Theology의 자문위원(Advisory Board)으로 활동을 하고 있다. 2013년 10월 12일 요한 칼빈 탄생 500주년 기념사업회에서 올해의 신학자로 선정되었다. 1997년부터 언약교회에서 봉사하고 있다. 해외에서 열린 국제학회에서도 여러차례 논문을 발표하여 원서로 출판되었고 수많은 영어 통역으로 신학생들에게 큰 도움을 주었다.
가족으로는 영어교사를 하고 은퇴한 한 아내와 아들과 딸을 두고 있다. 주변의 어려운 제자들을 도와주고 목회지를 후원하며, 함께 활동하는 어려운 신학자들을 도와주고 성경적 가치와 세계관에 근거하여 한국교회와 한국사회를 위하여 여러 단체에서 활동하고 있다. 주변의 여러 사람들에게 사역과 인품에 존경을 받는 신학자로 평가를 받고 있다.

사진들
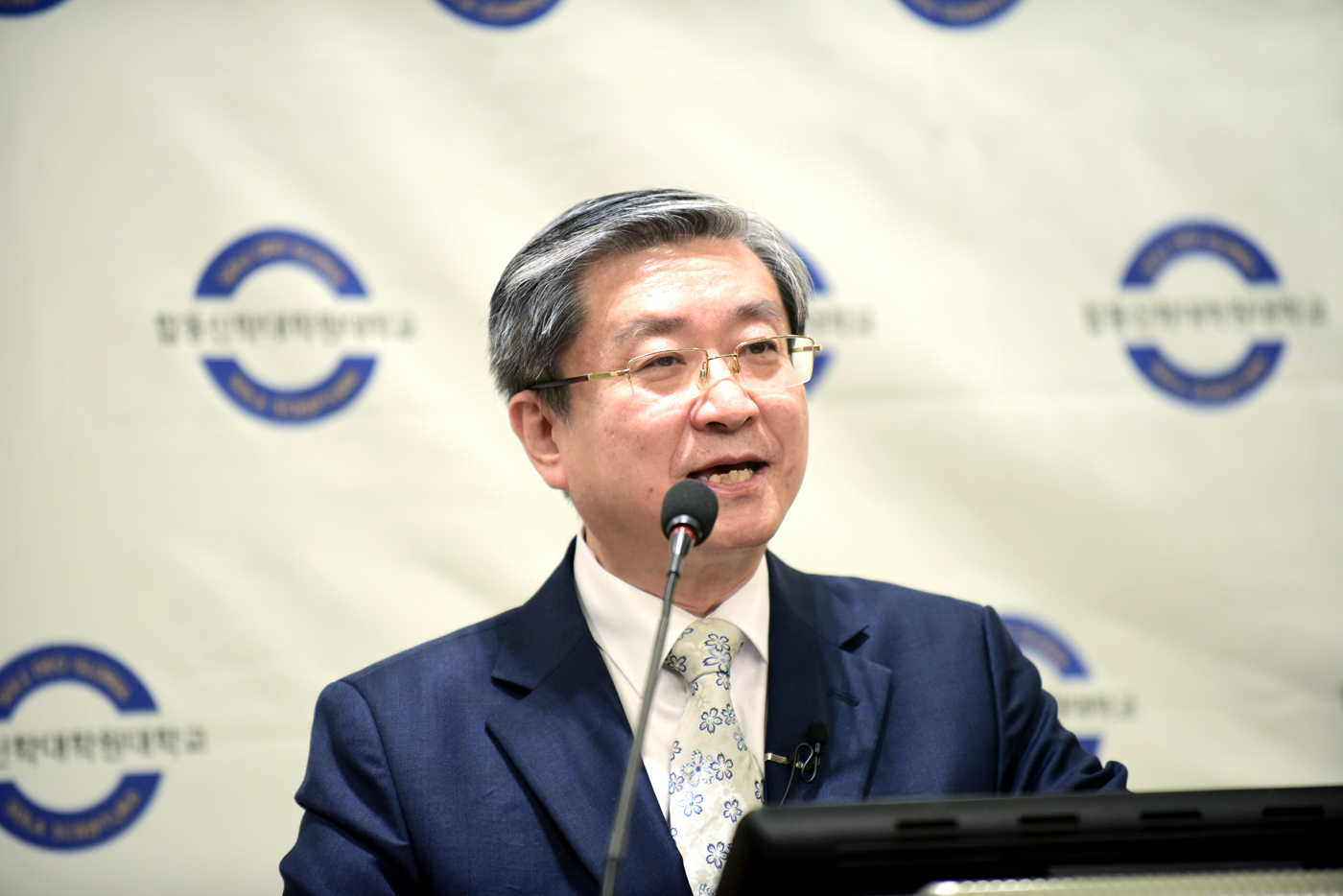
죽음에 대한 강의, 합동신학대학원대학교, 2022년 5월 3일
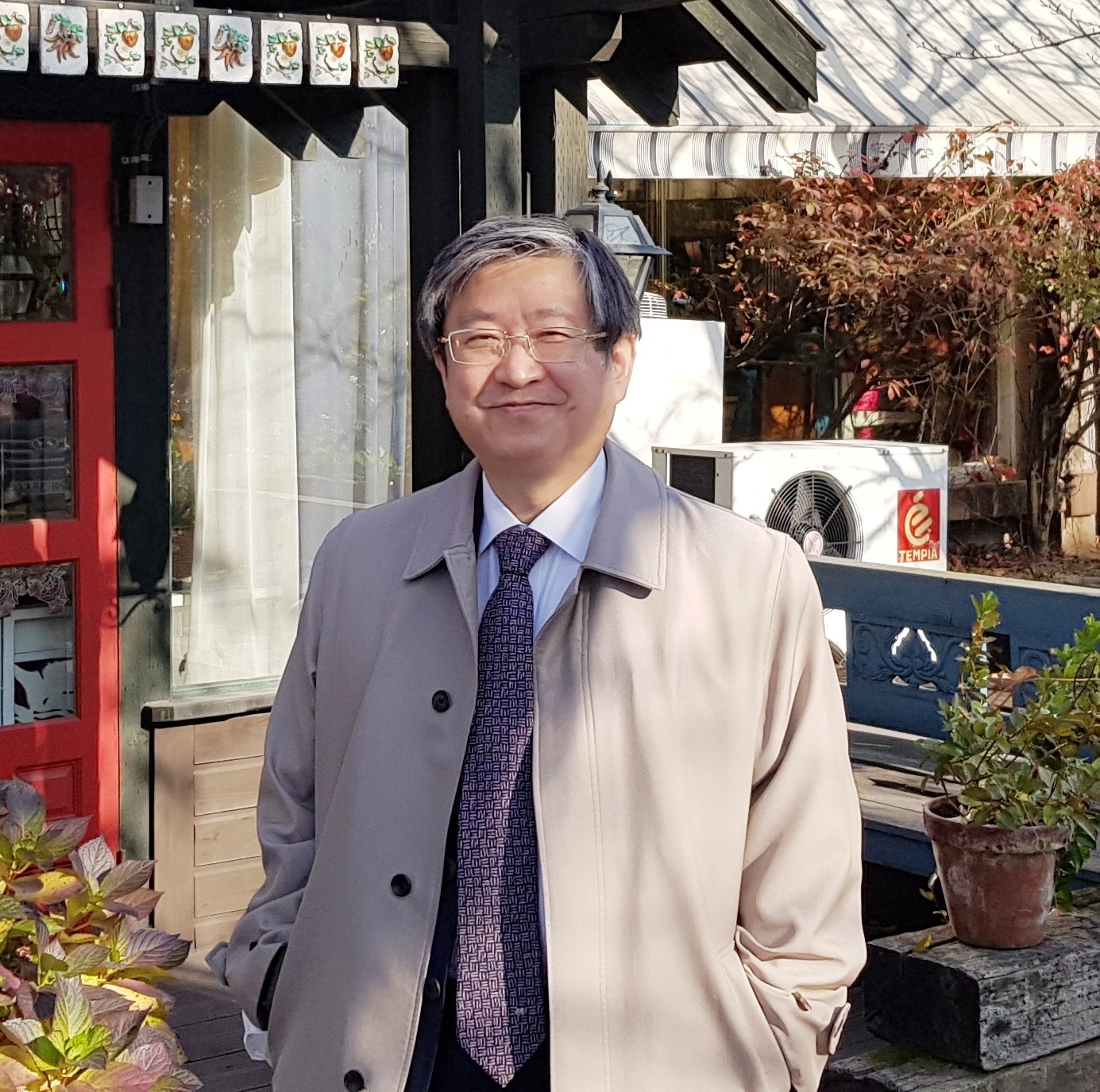
2020년 10월 30일 파주

## 신학방법과 신학사상

### 신학방법
그는 종교개혁의 정신인 성경대로 믿는 신학으로 개혁신학을 추구하는 학자이다. 성경을 따라서 성경대로 신학을 세워가는 오직 성경에 충실한 학자이다. 그의 신학사상은 박형룡 박사와 박윤선 박사의 성경적 정통주의 신학과 미국의 코닐리어스 밴틸의 신학사상에서 깊은 뿌리를 가지고 있다. 신학방법론에 있어서는 게할더스 보스의 신학을 따라서 성경중심적-성경신학적 조직신학을 추구한다. 이런 방법은 미국 웨스트민스터 신학교의 존 머레이 박사에 의해서 앞서 제시되었다. 특별히 말씀의 강조와 더불어 성령론적 신학을 추구하고 있는 신학자이다. 정통주의적 개혁주의에 가장 충실하면서도 다양한 현대인들을 잘 설득하는 데이비드 F. 웰즈의 영향도 받았다.

#### 박윤선의 영향
이승구박사가 학생시절 그의 은사 박윤선 박사로부터 받은 영향들을 정리하면 다음과 같다.
- 그의 설교와 강의를 듣는 것은 큰 영적인 축복이요 기쁨이다.[17]
- 하나님의 말씀으로써 성경의 권위와 해석에 영향을 받았다.

```
박 목사님의 설교는 우리를 하나님 앞에 세웠고, 성경을 하나님의 말씀으로 귀하에 여기면서 그 교훈을 받는다는 것이 무엇인지를 아주 분명하게 해 주었습니다. 성경을 정확 무오한 하나님의 말씀으로 받아들인다는 것이 무엇인지를 실질적으로 가르쳐 주셨습니다. 때때로 학교 채플에서 있었던 성경과 관계없는 이야기들이나 성경을 풀이하되 매우 이상하게 설명하던 설교들이나 성경에 대한 피상적 접근들과는 달리 박 목사님께서 과연 이 본문을 어떻게 설명하여 주실까 하는 것이 항상 우리의 관심이었습니다. 더구나 당신의 삶과 인격의 무게가 실린 박 목사님의 설교는 항상 성경의 뜻을 더 밝히 해 주셨고, 성경의 가르침을 우리에게 클로우즈 업(close-up)해 주셨습니다.
[
18
]
```

- 성경에 충실한 개혁신학을 배워서 개혁파적으로 목회할 것을 도전 받았다.
- 변증학과 관련하여 정암이 항상“성경이 자증하시는 하나님”을 강조하는 것을 배웠다. 동시에 성령님의 감화로 목회할 것을 배웠다.
- 성경이 가르치는 전체 교회의 모습을 깨닫게 되었다. 노회와 총회가 상회(上會)가 아니며, 더 높은 기관이 아니고 보다 많은 사람들의 지혜를 모으는 더 넓은 회의체라는 것을 알게되었다. 이것이 개혁신학의 정신이라고 보았다.
- 하나님을 경외하는 법을 배웠다. 항상 하나님을 언급하실 때 “당신님”이라고 지칭하였다. 기도 중에서나 설교에서나 강의에서도 성부, 선자, 성령 하나님을 지칭하실 때 독특하게 사용되던 그의 독특한 표현법이다. 하나님에 대한 경외가 잘 나타나는 표현이다. “우리들로 하여금 당신님의 뜻을 잘 배워 알게 하옵시고, 당신님의 나라 백성 역할을 잘 감당하게 하여 주옵소서.” 하나님께 이렇게 기도하며, 그 기도와 심지어 말버릇까지도 우리에게 나타나기를 원하는 모습에 감동을 받았다고 한다.

#### 게할두스 보스의 영향
그의 성경신학에 대한 영향은 보스의 성경신학을 번역할 때 시작되었고 그의 평생 신학작업 속에서 나타난다. 특별히 성경신학적 사유라는 개념으로 보스의 특별계시의 역사를 고찰한다. 이것은 "하나님께서 주신 특별 계시가 어떤 역사적 과정을 가지고 우리에게 주어졌는지를 탐구하는 학문이라는 말입니다. 물론 그것을 탐구하는 것도 오직 성경을 통해서만 할 수."있다는 것이다.
그러므로 무엇보다 먼저 해야 하는 것은 주어진 본문의 계시가 과연 어떤 “계시의 시기”에 주어진 것인지를 잘 생각하는 일입니다. 이 말을 무엇보다도 후대의 계시를 이 앞 시대에 집어넣어 생각하지 않으려고 해야 한다는 의미입니다. 오직 주어진 계시의 시기 안에서 하나님께서 주신 의도를 잘 찾은 다음에 그 다음 계시가 이 계시와 어떻게 연관되는 지를 생각하는 것이 순서입니다. 그런 후에 계시가 종국적으로 밝게 드러나 신약 시대의 밝히 드러난 계시와 과연 어떤 관계를 지니는 지를 찾을 수 있습니다. 여기 바른 모형론(typology)이 있을 수 있는 가능성이 있습니다. 이 때 성경 자체에 그런 시사가 있는 것을 연결시켜야지 전혀 관계가 없는 것을 그저 같은 단어가 있다든지, 같은 색이 사용되었다든지 하는 것 때문에 연결시키는 것은 결국 성경을 무시간적으로 취급하는 오류에 빠지는 것입니다.

#### 데이비드 F. 웰즈의 영향
그는 현존하는 신학자들 가운데서 정통주의적 개혁주의에 가장 충실하면서도 다양한 현대인들을 잘 설득하는 신학자의 한 사람으로 웰즈를 거론한다. 이런 그의 영향력 2021년 출판한 <데이비드 웰스와 함께 하는 하루>를 집필하게 되었다. 이책은 현대 사회와 포스트모던 사회에 대한 문화 분석과 그 안에 있는 현대 교회와 현대복음주의에 대한 분석과 도전을 검토하고있다.
또한 이 책에서 이시대에 가장 중요한 종교개혁적 문화 신학자로 말한다.(p.33)

### 개혁신학의 영향
- 종교개혁 정신을 이어 받는 것이 개혁신학이며 종교개혁은 예수를 믿되 성경대로 믿는 것이다. 개혁신앙이란 우리의 믿는 바를 성경이 말하는 방향으로 가는 것이라고 한다. 사람들에게 하나님을 보여주는 사랑을 실천해야 하는 것이 개혁신앙이다.
- 영향을 준 신학자들
  - 제임스 패커(James I. Packer)- 그는 먼저 패커를 정통파 개혁신학 입장에서 모든 문제를 어떻게 생각해야 하는지를 곳곳에서 잘 제시한 신학자로 평가한다. 존 오언으로부터 가장 영향을 많이 받은 패커는 청교도자이며 개혁신학자로서 이승구 박사에게 다음과 같은 영향을 보여준다.“패커는 특히 신론과 구원론에 있어 개혁신학을 잘 드러내려고 노력했다. 십자가에서 그리스도께서 우리를 대리하여 형벌을 받으셨음을 강조하고, 하나님의 주권과 인간의 책임을 다 강조하고, 신학의 모든 측면에서 개혁신학의 강조점을 잘 드러냈다”며 “그는 참으로 이 시대의 대표적인 개혁신학자였다”고 말했다. 20세기와 21세기 초까지 활동한 하나님의 신실한 신학자 패커처럼 성경적인 입장과 하나님의 뜻을 지켜내는 것을 강조한다.[20]

## 성암(聖岩) 이승구 박사의 신학의 특징

### 성경관
- 그는 성경은 살아있는 하나님의 말씀으로 강조한다.
- 성경은 신학의 원리로 주장한다. 성경을 따라 신학을 전개한다.
- 성경의 모든 주장들은 삶의 모든 영역에서 실천되어야 한다고 한다.
- 성경이 믿는 대로 믿는가 하는 것이다. 우리들이 믿는다고 하는 것 가운데서 성경대로 믿지 않는 것을 고쳐 나가서 성경이 가르치는 바른 것을 더 열심히 드러내려고 해야 한다. 그 말씀을 주신 하나님의 의도를 잘 드러내고 찾아 가는 것이다. 이 일에 실패한 설교자와 교회는 참 설교자도, 참 교회도 아니다. 우리가 일을 제대로 하려면 가장 우선해야 할 일이 성경의 의미를 바로 찾는 일이다.[21]

특별히 칼 바르트의 계시관과 성경경관을 비판한다.“적어도 칼 바르트는, 자신도 그렇게 이해하고 거의 대부분의 사람들이 그렇게 이해하듯이, 계시관과 성경관에서 정통주의적 입장과는 다른 입장을 제시하고 있다”며 “정통주의 입장에서는 과연 칼 바르트가, 우리가 상당히 수용할 수 있는 신학을 제시한 분이라고 할 수 있는가에 대해 여전히 질문할 수밖에 없다”고 말했다.

### 신론
- 창조[23]

신조들과 신앙고백서의 관점에서 다음과 같이 설명한다.
고대 교회의 신조들과 종교개혁 당시의 신앙고백문들을 제시하신 분들은 창조에 대해서 믿는다고 할 때 기본적으로 다음과 같은 의미를 담고 말했다고 할 수 있다.
① 삼위일체 하나님께서 천지와 그 안에 있는 모든 것들을 무로부터 창조하셨다.
② 말씀으로 창조하셨다. 이것을 설명하면서 대부분의 교부들과 개혁자들은 성자를 통해서 이 세상을 창조하셨다고 한다.
③ 하나님께서는 모든 피조물들에게 결국에는 창조주를 섬기게 하기 위해서, 그 존재와 형태와 외관과 다양한 기능들을 부여해 주셨다.
④ 섭리와 연결시키면서 하나님께서는 이렇게 창조하신 모든 것들을 그의 영원하신 섭리와 무한한 능력으로 유지시키시며 통치하셔서, 인간들을 위해 있게 하시며, 다시 그 인간들이 하나님을 섬길 수 있도록 하신다.
여기까지는 창조를 인정하는 모든 사람들이 다 받아들일 것이다. 그런데 고대 신조들과 종교개혁기의 신앙고백서에서는 하나를 더해 ⑤ 이를 성경이 말하고 있는 대로 받아들이는 것이 참으로 창조를 믿는 것이고, 성경이 말하는 대로 이를 받아들이지 않는 것은 참된 의미에서 창조를 받아들이지 않는 것이라고 말한다. 그것은 앞의 네 가지를 성경에서 이끌어낸 창조에 대한 가르침으로 여겼기 때문이다.
창조를 인정한다는 것의 함의
우선 위의 ①~④까지를 받아들이는 사람들은 과연 무엇을 믿고 주장하는 것인지 같이 생각해 보도록 하겠다.
첫째로, 이런 의미의 창조를 참으로 받아들이는 사람들이라면 하나님의 창조 이전에는 오직 하나님께서만이 존재하셨었다고 단언해야 한다. 만일에 창조를 믿는다고 하면서도 하나님께서 창조하시기 전이라는 것이 없다고 한다든지, 이론적으로만 가능하지 실질적으로는 없는 것이라고 하든지, 창조자와 피조계는 이를 테면 능산적 자연(natura naturans)과 소산적 자연(natura naturata)으로 모두가 자연이라고 한다든지(Baruch Spinoa) 하는 것은 진정으로 하나님에 의한 창조를 믿는다고 하기 어렵다. 그러므로 피조되지 않으셨으며 온 세상을 창조하신 삼위일체 하나님께서 창조 이전에 홀로 삼위일체적 교제를 나누며 계셨고, 삼위일체 하나님께서 자신의 작정에 따라서 그 자신이 적당하다고 생각하시는 때에 하늘과 땅과 그 안에 있는 모든 것을 창조하셨다고 말한다. 이것이 바로 기독교 유신론적 창조 이해이다.
하나님에 대해서 아직 삼위일체 하나님으로 생각하지 말자는 것이 전통적인 서구 철학적 유신론(the classic theism)인데, 이를 말하면서 사실은 삼위일체 하나님을 생각하시는 분들도 있고, 아직 삼위일체 개념을 생각하지 말자고 하는 분들도 있다. 그런 분들 중의 상당수는 끝까지 삼위일체 개념을 넣지 말고 생각하자고 한다. 그래서 우리는 처음부터 삼위일체 하나님을 분명히 하는 유신론을 기독교 유신론(the Christian theism)이라고 하고 있다.
오늘날 이렇게 하는 것을 조심스러워하거나 지나치게 먼저 나아간다고 생각하는 분들이 많다. 그런 접근은 창조에 대해서도 다양한 잘못된 이해를 이끌어 내며, 결국 하나님 이해도 왜곡하게 된다는 것을 먼저 말하지 않을 수 없다. 우리는 이미 삼위일체 하나님을 믿기로 분명히 하였으므로 삼위일체 하나님의 창조를 명백히 해야 할 것이다.
우리들의 언어의 한계 때문에 말로 표현하기는 어렵지만 “창조 이전”이 있었으며, 그 때는 오직 삼위일체 하나님의 무한하고 깊은 사랑의 교제만이 있었다고 해야 한다. 이것을 인정하지 않는 것은 결국 성경이 말하는 창조를 인정하지 않는 것이 된다.
그러므로 흔히 성경에서 “하늘과 땅”(天地)이라고 언급되는 것은 그저 하늘과 땅만이 아니라 하늘과 땅과 그 안에 있는 모든 것, 즉 온 세상 모든 것을 뜻한다. 하나님께서 창조하실 때 그 모든 것을 다 창조하셨다고 믿는 것이 창조를 인정하는 것이다. 심지어 시간과 공간도 처음 창조하실 때 창조하신 것으로 보아야 한다. 그렇지 않으면 시간과 공간은 피조계 밖에 있는 것이 되어 하나님이 창조하시기 전에 이미 있는 것이 된다. 그러므로 이는 우리의 오성형식(悟性形式)이므로 그저 사유의 틀일 뿐 사물 밖에 존재하지 않는 것으로 보면서 사유하려고 할 때는 항상 시간과 공간이라는 틀을 가지고 사유하게 되는 것이라고 보는 칸트적인 틀보다는 하나님께서 이 세상을 시간과 함께(cum tempore) 창조하셨다는 어거스틴적인 이해를 유지하는 것이 더 나을 것이다. 삼위일체 하나님의 무로부터의 창조(creatio ex nihilo)를 진정 인정하는 것이 기독교적 창조 신앙의 출발점이다.
둘째로, 이미 삼위일체 하나님의 창조에 대해서 말했지만, 창조사역에서의 성자와 성령 하나님의 역사하심을 분명히 해야 한다. 이것을 줄여서 말할 때, 사도신경에서 “전능하신 아버지께서 창조하셨다”고 표현하고 있다는 것을 기억해야 한다. 이 말을 가지고 성부께서만 창조하신 것으로 생각하면 안 된다. 성경은 분명히 성부와 함께 성자께서 창조의 과정에 함께 하셨음을 말한다. 예를 들어서, 요한복음에서는 “만물이 그로(즉, 요 1:1이 말하고 있는 로고스, 말씀으로 언급된 성자) 말미암아 지은 바 되었으니 지은 것이 하나도 그가 없이는 된 것이 없느니라”(요 1:3)고 말한다. 또한 10절에서는 “세상은 그로 말미암아 지은 바 되었으되”라고 한다. 또한 바울은 그리스도를 언급한 후에 “만물이 그에게서 창조되되 하늘과 땅에서 보이는 것들과 보이지 않는 것들과 혹은 왕권들이나 주권들이나 통치자들이나 권세들이나 만물이 다 그로 말미암고 그를 위하여 창조되었고”(골 1:16)라고 명확히 말하고 있다.
또한 성령님께서도 창조에서 매우 중요한 역할을 하셨다는 사실을 “주의 영을 보내어 그들을 창조하사 지면을 새롭게 하시나이다”(시 104:30)라는 말씀을 통해 알 수 있다. 또 창세기 1장에 언급되고 있는 “하나님의 영”(창 1:2)에 대해 대부분의 사람들은 성령님을 지칭하는 것과 창조에서의 성령의 역사를 연결지어 이해한다. 그래서 전통적으로 말씀으로 언급된 성자를, 창조의 객관적 원리라고 하고, 성령님을 창조의 주관적 원리라고 표현해 오고 있다.
셋째로, 이 세상 모든 것들은 결국 창조주이신 삼위일체 하나님을 섬기게 하기 위해서 피조된 것임을 분명히 해야 한다. 궁극적 목적이 하나님이시다. 이 때 우리가 언급할 만한 유명한 구절이 “만물이 주에게서 나오고 주로 말미암고 주에게로 돌아감이라 영광이 그에게 세세에 있으리로다 아멘”(롬 11:36)이라는 말씀이다. 모든 것이 주에게서 기원하였으며, 주를 통해서 이 땅에 있게 되었으며 결국 주에게로 돌아가는 것이다. 이 구절을 잘못 해석하여 일종의 범신론(汎神論, pantheism)이나 그것을 현대적으로 보충한 만유재신론(萬有在神論, panentheism)으로 오해하면서 그와 같은 것을 발전시키는 사람들이 있다. 그러나, 다시 말하지만, 이는 잘못된 해석에 근거한 것이다. 이 세상에 있는 모든 것은 그 자체가 본래적으로는 있지 않았던 것이다. 하나님의 창조에 의해서 있게 된 것이다. 그래서 하나님의 존재의 필연성과 비교하면서 이 세상 모든 것의 우연성(偶然性)을 강조한다. 이 말은 이 세상에 있는 것들이 우연히 있게 되었다는 말이 아니라, 하나님은 필연적 존재(必然的 存在)이신데 비해서 우리들은 하나님의 작정과 창조에 의해서 있게 된 존재이니 필연적 존재가 아니라는 말을 옛날부터 그렇게 표현해 온 것이다. 또한 이 세상에 있는 것들이 잠시 이 세상에 있다가 다 하나님께로 돌아간다는 말은 그들이 신에게 속하게 된다는 뜻으로 해석하면 안 된다. 후에도 하나님은 하나님이고 피조물은 피조물인 것이다. 피조물들이 하나님에게 들어가서 합류하는 것 같은 것은 없다. 그러므로 우리는 그 어떤 형태의 만유재신론도 인정해서는 안 된다.
이 세상에서 다양한 형태와 존재와 양상을 지닌 존재들은 그 다원성과 다수성과 독특성이 다 인정되나, 특히 사람들은 하나님 앞에서 책임을 져야 하는 존재로서 이해되어야 한다(여기서 하나님께서 우리를 창조하신 의도에 비추어 우리의 당위를 찾는 방식의 윤리적 논의가 가능한 것이다). 그리고 이 모든 것이 다 하나님께로 간다는 것은 결국 하나님에 의해 판단 받고 평가되어야 한다는 것을 함의하는 말이다. 그래서 바울은 이 말을 한 후에 “영광이 그에게 세세에 있으리로다. 아멘.”이라고 말한다. 우리를 비롯하여 이 세상에 있는 존재들이 과연 하나님께 영광을 돌리느냐에 따라 그것이 제대로 기능하였는지가 나타나게 된다.
넷째로, 창조된 것들을 하나님께서 섭리하신다는 것을 인정해야 기독교적 창조론을 제대로 이해하는 것이라고 할 수 있다. 창조만 하시고 그냥 자연법칙을 따르게 하셨다는 이신론(理神論, deism), 즉 자연신론(自然神論)은 기독교적인 창조론을 받아들인 것이라고 하기 어렵다. 또한 섭리가 창조의 과정이라고 하면서 최초에 하나님께서 창조하신 어떤 과정이 있지 않았다고 하는 것도 기독교적인 창조론은 아니다.

#### 섭리
그는 섭리에 대한 잘못된 이해를 하는 철학으로 에피쿠로스 학파(the Epicureans)를 말하는데 이 학파는 이 세상의 모든 것은 그저 우연히 되는 것이라고 믿었다고 한다. 그러나 모든 것이 우연히 있게 되었다고 하는 것은 결국 하나님의 섭리를 인정하지 않는 것이라고 한다. 또한 잘못되고 과도한 호기심을 가지고 하나님께서 행하시는 바를 탐구하는 것도 하나님의 섭리를 바르게 이해하는 것이 아니라고 한다. 인간은 섭리를 완전하게 이해하지 못한다고 한다. 타락하기 전의 인간도 하나님께서 행하시는 모든 것을 다 알지 못하는데 심지어 타락한 사람이 당연히 그것을 다 알지 못한다고 한다.  우리가 하나님의 섭리를 안다고 말하는 것은 주어진 정황에 대해, 어떤 특정한 시공간의 하나님의 역사 전체를 모두 다 알고 있다는 의미가 아니라고 한다. 오히려 섭리를 올바로 이해하는 것을 호기심에 의한 탐구가 아니라 모든 겸손과 경건으로 받아드리는 것이며, 비록 우리가 잘 이해되지 않은 상황에서도 모든 것에 대한 하나님의 바르고 공정한 판단을 존중하며 높이는 것이라고 한다.
섭리에 대한 올바른 이해 방식과 유익에 대하여 다음과 같이 말한다. 성경 말씀이 가르치는 한계 내에서 사유하는 것을 기뻐해야 한다고 한다. 진정한 모든 것은 다 말씀의 한계 내에 있는 것을 인정하는 것이라고 한다. 말씀의 한계 내에서 하나님의 섭리에 대해서 생각하면 섭리 교리야말로 우리에게 말할 수 없는 위로를 주는 교리라고 한다. 왜냐하면 말씀의 한계 내에서 생각하면 이 세상의 그 어떤 것도 우연히 일어나는 것이 아니라는 것을 알 수 있기 때문이라며 예수 그리스도의 구속 덕분에 우리의 아버지 되시는 은혜로우신 하늘 아버지의 관리하심과 돌보심에 의해 이 모든 일이 일어나는 것이라고 우리는 하나님의 섭리를 고백하게 된다고 한다. 그는 “우리가 무엇을 마지막이라고 생각하는지는 매우 중요한 문제”라며 “그리스도와 함께 죽고 그와 함께 살아난 그리스도인들은 모든 삶의 과정을 그리스도의 부활의 능력 안에서 살아간다. 그래서 이 세상에서 큰 고난이 있고, 심지어 자신이 물리적 죽음에 처해도 그것이 자신의 본질에 전혀 영향을 미치지 않는 것을 알 뿐만 아니라 그런 실재를 삶으로 드러내면서 산다. 이것이 섭리를 믿는 사람들의 삶”이라고 했다. “하나님 나라 백성은 모든 상황 가운데서 하나님의 아버지로서의 돌보심 가운데 있음을 분명히 믿어야 한다”며 “혹시 하나님께서 허락하셔서 고난이 우리에게 올 때 우리는 그 모든 것을 능히 다 이해할 수 없지만 그런 상황에서도 하나님의 섭리를 인정하면서 마음의 안식을 가지고 고난을 감당해 나가야 한다”고 덧붙였다.아울러 “참된 성도는 결국 ‘고난당한 것이 내게 유익이라 이로 말미암아 내가 주의 율례들을 배우게 되었나이다’(시119:71)와 같이 고백하는 것”이라며 “이것이 하나님의 섭리를 참으로 인정하는 자들의 마음가짐”이라고 주장한다.

### 인간론
- 창세가 1,2장은 인간의 기원 말한다, 창세기 1:27  하나님이 자기 형상 곧 하나님의 형상대로 사람을 창조하시되 남자와 여자를 창조하시고", 창세기 2장 7절 "여호와 하나님이 흙으로 사람을 지으시고 생기를 그 코에 불어 넣으시니 사람이 생령이 된지라.” 이 증거대로, 사람은 하나님께서 창조하셨다.[25]
- 인간의 기원은 우연(by chance)이 아니다.
- 인간의 기원은 하나님이 아담의 창조때 부터이다, 그런데 언제인 지를 성경이 말하지 않는다. 아이랜드 어셔 감독의 주장 BC 4004년의 오류를 지적한다.

### 죄
죄를 하나님의 섭리로 보며 하나님의 사랑과 좋은 관점으로 보는 신학적 주장을 반대한다.
- 하나님은 죄를 만든 분이 아니다. 하나님의 섭리 가운데 있으니 하나님이 죄를 만든 분이라고 주장해서는 안된다.
- 운명론의 주장자들은 잘못이다. 타락도 결국은 인간을 구원하는 선한 결과를 낳았으니 그것이 적극적 의미를 지닌 것이라고 하면서 타락이 결과적으로 좋은 것이었다는 함의를 전하려고 한다. 소위 하이퍼 칼빈주의자’(Hyper-Calvinism)들이 여기에 속한다고 한다. (코넬리우스 반틸, 2007, 98~103쪽)
- 죄를 하나님의 사랑으로 강조하며 악을 긍정적으로 보는 열려진 유신론 혹은 개방된 유신론을 반대한다.
- 그는“타락한 우리의 삶 자체는 그야말로 닫힌 세계(closed world)일 뿐이다. 오직 하나님에게만 이 세상이 문제를 해결하고 열려질 가능성이 있다”며 “우리는 모든 것을 다 설명할 수 없어도 하나님은 이런 죄와 악들의 생성자가 아니시며 이런 죄와 악들을 조성하신 분이 아니시다. 물론 이 모든 것이 다 하나님 통제 하에 있음은 분명하다. 하나님께서는 이런 악들을 선으로 변하게 하시는 것을 믿어야 한다. 그 하나님을 믿으면서 생각도 겸손하게 하고, 살 때도 참으로 겸손하게 하나님을 의존해 사는 것이 하나님을 믿는 것이며, 그것만이 우리의 살 길”이라고 했다.

### 기독론
예수 그리스도는 하나님이며 인간이라는 칼세돈 신조를 따른다. 그는 말하기를 영원하신 성자의 인격이 인성(人性, human nature)을 취하여 들이신 일이니, 그 결과 신성(神性)과 인성(人性)이 신성의 한 인격 안에서 “나뉘어질 수 없게 연합된”(inseparably united and joined together) 것이라고 한다. 영원하신 성자의 인격이 인성(人性, human nature)을 취하여 들이신 일이니, 그 결과 신성(神性)과 인성(人性)이 신성의 한 인격 안에서 “나뉘어질 수 없게 연합된”(inseparably united and joined together) 것이다. 중요한 것은 신성과 인성이라는 서로 상반되어 보이는 양성(兩性, two natures)이 “한 인격 안에서 연합되어 있다”(united in a single person)는 사실이다. 이것이 성육신의 결과이다.
그는 “타락한 사람들을 위한 구원자를 보내주신다고 우리의 첫 부모인 아담과 하와(창 3:15)와 거룩한 선지자들을 통해 약속하신 하나님께서 그 약속을 이루실 ‘때가 찼을’ 때에(갈 4:4) 참으로 그 ‘구원자’를 보내주셨다고 믿는 것이 기독교”라고 했다. 이어 “그 약속의 성취자로 오신 분이 그리스도이시기 때문이다. 그래서 기독교는 구약의 약속을 중요시하고 그 약속의 연속성을 강조하면서 그 성취를 말해왔다. 놀라운 것은 다른 이가 아니라 하나님 아들, 즉 ‘성자’(God the Son)가 이 일을 이루기 위해 오셨다는 것”이라며 “성자를 때로 ‘말씀’(Logos)이라고 부르기도 하는데, 말씀이 인간성을 취하신 일을 우리는 전통적으로 ‘성육신’이라고 부른다(요 1:14). 영원부터 계신 하나님의 아들이 성육신하여 이 땅에 오셔서 나사렛 예수로 사시고, 십자가에 달려 죽으셔서 하나님의 구속 사역을 이루셨다. 그리고 부활하고 승천하셔서 ‘하늘’에 계시다가(행 3:21) 다시 오셔서 구속을 온전히 이루실 것이다. 이 ‘그리스도’가 없다면 기독교는 이 세상에 있을 수 없다. 그리스도께서 성육신하여 이 세상에 오신 것이 기독교에서는 가장 기초가 되고, 핵심적인 일”이라고 덧붙였다. 그러면서 “성자는 참된 인간성을 취하셨다. 또한, 성자는 영원하신 신격을 가지고 계신다. 그래서 성부, 성자, 성령이라는 삼위의 위격성을 신격이라고 하며, 그중에서 ‘성자’는 그가 영원부터 가지신 신성에 더하여 인간성을 취하셨다는 말”이라며 “이것은 놀라운 일이 아닐 수 없다. 신성이 인성을 취하는 놀라운 일이 일어난 것이다. 성부나 성령은 이렇게 인성을 취하지 않으셨고, 또 그렇게 하지 않으실 것이다. 오직 성자만 그가 본래 가지신 신성에 더하여 인성을 취하시는 놀라운 일을 하신 것”이라고 했다. 그리고 그는 “히브리서 기자는 ‘그가 범사에 형제들과 같이 되심이 마땅하도다’(히 2:17)라고 말한다. 그것이 기독교라고 했다. 그러므로 나사렛 예수님이 죄를 제외하고는 우리와 같은 인간성을 취하셨음을 명확히 받아들여야 한다. 이렇게 인간성을 취하셨으므로 그는 목마르기도 하셨고(요 19:28, 4:7), 주무시기도 하셨다(마 8:24;막 4:38)”며 “신성으로는 ‘졸지도 아니하시고 주무시지도 아니하시’는(시 121:4) 하나님의 아들이 인성으로는 졸기도 하시고 주무시기도 하신 것이다. 우리는 상상하기 어려운 성육신의 신비의 한 측면이 여기에 있다”고 했다. 이어 “이 때 성자는 인간의 몸만을 취하신 것이 아니라 참된 인간의 영혼도 취하셔서 참 사람이 되셨다”며 “그러므로 신성을 가지신 한 사람이 있게 된 것이다. 오직 나사렛 예수만이 그런 분이시다. 오직 그만이 신인(the God-man)이시다. 이 신인을 인정하고 그 앞에 있을 때만 기독교인이 되는 것”이라고 덧붙였다. 이 교수는 “오늘도 주님은 우리에게 ‘너희는 나를 누구라고 하느냐’(마 16:15)라고 질문하고 계신다”며 “열두 사도의 대표자로 베드로가 잘 대답하여 칭찬을 들었던 것과 같이, 우리도 ‘당신은 그리스도시요, 살아계신 하나님의 아들’이라고 바르게 고백해야 한다. 나사렛 예수가 ‘신적인 메시아’이심을 제대로 고백하는 곳에 기독교가 존재한다. ‘예수는 메시아, 즉 그리스도다’라는 것이 최초의 기독교적 선포(kerygma)였고, 우리의 본래적 신앙고백(credo)인 것”이라고 했다. 이어 “이 대답이 중요한 이유는 인간이 타락했을 때, 그 몸과 영혼이 다같이 타락했기에 인간의 몸과 영혼을 다 취하신 그리스도께서 십자가에서의 구속과 부활에 우리를 동참시켜 주심으로써 영혼과 몸 전체로서의 온전한 인간이 되도록 구속하셨기 때문”이라며 “그래서 우리는 그가 인간성의 몸과 영혼을 다 취하셨음을 분명히 해야 한다. 그리스도께서 인간의 영은 취하지 않으셨다고 주장하던 라오디게아의 감독 아폴리나리우스와 같이 생각하거나 말하는 것은 이단적”이라고 덧붙였다. 또 “우리 신앙의 선배들은 전통적으로 그리스도께서 온전한 인간성 전체를 취하셨음을 강조해야 한다고 주장해오고 있다. 히브리서 기자도 ‘자녀들은 혈과 육에 속하였으매 그도 또한 같은 모양으로 혈과 육을 함께 지니셨다’라고 했다(히 2:14)”며 “우리의 몸과 영혼을 다 구하시려고 그리스도께서 우리의 인간성 전체, 즉 인간의 몸과 영혼을 취하셨으나 죄는 없으시다고 믿는 것이 성육신을 바로 믿는 것”이라고 했다. 그는 “이와 같은 방식으로 그리스도께서는 참으로 우리의 ‘임마누엘’이 되셨다. ‘하나님께서 우리와 함께 계시는 것’이다(마 1:23). 이것을 바로 이해하지 않는다면 이 땅에서 기독교를 없애는 꼴이 된다”며 “하나님께서 우리와 함께 하심을 인정해야 한다. 매일매일의 삶 가운데 그와 함께 하는 삶을 살지 않는다면 우리는 그리스도께서 이 세상에 오신 것을 부인하는 자들이 되는 것”이라고 했다. 아울러 “그리스도 없이는 하나님과 함께 있는 것이 아니”라며 “우리는 오직 그리스도에게서만 유일한 참 사람됨이 있음을 천명하고, 우리가 그리스도와 함께 하나님 앞에서 참 사람됨을 구현해가며, 다른 사람들을 그리스도와 함께 하도록 하는 일에 최선을 다해야 할 것”이라고 했다.
기독론에 대한 역사적 관점에서 칼케돈 정의(the Chalcedonian Definition)는 성경의 가르침을  잘 따라가려는 노력의 일환이었고, 이렇게 하여 기독교의 정통적 교의가 선언되고, 모든 교회가 예수님의 인격에 대해서는 이를 기준으로 판단하게 되었다고 한다.
“이제 성육신 하신 그리스도께서는 그의 전능한 능력으로 죽음을 정복하기 위해서 참 하나님이셨으며(true God in order to conquer death by his power), 몸의 연약성을 갖고 우리들을 위해 죽으실 수 있기 위해서 참 사람(truly human that he might die for us in the weakness of his flesh)이 되신 것임을 확신하며, 그 신성과 그 인성의 독특성이 계속 유지되고 있음을 분명히 말해야 한다”고 했다.

### 구원론
그는 영생의 현재의 의미를 강조한다.
요한 5: 24에서 영생을 얻었다고 한다. 영생의 현재적 의미 강조가 요한복음의 큰 특징이다.
영생이란 하나닝의 생명이 우리에게 주어지는 것이라고 한다. 예수 그리스도 신비한 하나 됨을 가지고 있는 것이다.
1. 예수 믿는자는 예수를 통해서 영생 확신해야 한다.
요 5:24에서 우리는 정죄가 없다고 한다. 예수님이 대신하심. 심판을 받지만 정죄에 이르지 않는다. 우리는 이미 사망에서 생명으로 옮겨졌다라는 확신하고 사는 것  이것이 영생이다.
2, 삼위 하나님과 날마다 깊이 있게 교제하고 사는 것이며, 누려야 한다고 한다. 이 땅 가운데서 창조주 하나님과 피조물이 아주 깊이있는 교제를 해 나가는 삶을 살아나가는 것이다. 이것이 가장 중요한 영생의 의미이다. 그게 없다면 예수를 믿는 데 그게 없다면 영생을 가지고 있으나 그것을 누리지 못하는 것이다.
3, 하나님과 교제하는 구체적인 삶의 특징이 있다.
- 삼위 하나님께 의존하는 생각이 깊어진다. 우리 삶의 모든 문제를 하나님과 의논하고 산다. 주님의 원하는 뜻을 찾는 것이 영생을 누려사는 것이다. 교제에서 기도가 중요하다, 늘 기도하라 명령하셨다. 주의 인도하심을 바라면서 우리는 우리의 모든 문제 내어 놓고 주님과 교재하자.
- 성경 계시를 배우고 종합하는 일에 힘쓴다.---하루가 아닌 매일 계속해서 풍성한 이해 풍성해져서 그 결과로 기독교세계관형성이 된다. 원대한 기독교 사상의 형성된다, 세계관과 기독교 사상은 같은 말이다. 어려움을 기독교세계관을 가지고, 즉 하나님의 말씀으로 판단하며극복한다, 우리는 삼위 하나님과 함께 사는 삶이 영생을 누리는 현재적 의미이다. 혼자가 아닌 우리는 주님과 교제하며 연합의 소통을 잘 드러냄으로 말미암아 영생을 누릴수 있다고 한다.

### 교회론
그는 교회를 정의하는데 구속함을 받은 하나님의 백성들이며, 교회는 그리스도의 몸이다. 몸의 머리는 그리스도라고 한다.
- 교회는 우리 주 예수 그리스도께서 이 땅 위에 이루시고, 그의 재림으로 극치에 이르게 하실 하나님의 나라를 이 땅 위에 가장 강력하게 증시하는 하나님 나라의 공동체요 종말론적 공동체다.[32]
- 교회의 복음의 참된 선포, 성례의 바른 시행, 치리로 본다.
- 교회는 그리스도의 몸이며, 몸의 머리는 그리스도이다.[33]
- 교회는 그리스도 안에 있는 하나님의 백성이다, 우리 성도가 성전이다.
- 교회는 하나이다.
- 교회는 보편적이다, 누구든지 회원이 될수 있다.
- 교회는 그리스도 안에 있는 하나님 앞에 구별된 거룩성을 가지고 있다.
- 교회는 직원을 가지고 있다. 장로, 목사, 집사
- 교회와 신학의 관계에 대하여 다음과 같이 주장한다. 교회는 신학자들과 그들의 활동을 도와야 한다. 이 의식이 가장 많이 강조되어야 할 것이다. 또 신학은 우리가 과연 교회를 위한 신학을 하는 지를 깊이 생각해야 한다. 성경적 교회를 이 땅에 드러내도록 하는 의미의, 교회를 위한 신학이 아닌 신학은 무의미하다. 그런 신학이 무시되는, 그런 살아 있는 신학이 없는 교회는 최대한으로 말한다면 교회가 아니고, 최소한으로 말해도 매우 교회답지 못하다. 서로 자랑하는 것은 서로를 망하게 한다. 서로가 서로를 도와야 한다. 교회는 신학을 우리의 현실에서 구체적으로 구현하기 위해 있고, 신학은 교회를 위해 있는 것이다.[34]

#### 교회론의 특징들
그가 쓴 <교회, 그 그리운 이름>이라는 저서를 통하여 몇 가지를 주장한다.
1. 참 교회는 하나님 나라로서의 속성을 제대로 드러내야 한다고 주장하면서, 그는 공동체의 예배, 공동체의 교제, 교육, 교회 정치와 행정, 전도 등의 표지를 통해 각각 교회가 하나님 주신 사명을 다하는 건강한 교회가 되어야 함을 피력한다. 벨직 신앙고백서를 통해 개혁주의 신학의 깊이를 더하는데, 나아가 저자는 칼빈, 튜레틴, 바빙크, 벌코프, 클라우니, 스프롤, 그루뎀 등 개혁주의 신학의 고전과 현대 신학자 견해를 분석하고, 데어 꼬이, 브링크, 마이클 버드, 마이클 호톤 등 다양한 입장을 다루며 교회의 속성과 표지의 관계를 설명한다. 결론적으로 저자는 교회의 표지와 속성을 구분하면서도, 확실한 관계를 맺고 있음을 강조하는 것이 교회 개혁의 중요한 초석이 될 것이라 믿는다. 1부 마지막을 “선교적 교회” 운동을 신학적으로 비판한 것은 이런 면에서 중요한 예시가 된다. 선교적 교회 개념과 운동을 주장하는 이들이 빠진 오류가 바로 속성과 표지를 명확히 구분하지 않은 것에서 기인하기 때문이다. 교회는 세상에 있는 하나님 나라이지만, 올바른 표지를 통해 이를 드러내는 곳이라고 한다.

2. 말씀과 성찬이라는 두 가지 교회의 표지 혹은 은혜의 방편을 집중적으로 다룬다. 특히 설교의 회복에 많은 힘을 싣는데, 강단에서 선포된다고 모두 하나님의 말씀이 되는 게 아니며, 정말 설교가 하나님의 선포된 말씀이 되려면 전파하는 이가 하나님이 의도하신 의미를 기록된 본문에서 바르게 찾아 청중의 상황과 연결되도록 체계적으로 설명하고, 알레고리나 탈문맥적 해석, 지나친 도식화, 모형론 등을 피해야 한다고 주장한다. 저자는 또한 교리적으로 빈약한 감정 중심적인 설교가 대세를 이루고 있는 현대 교회 강단의 문제를 강력하게 꾸짖고, 교리적으로 풍부한 설교로서의 회복을 요청한다. 또한 삼위일체 하나님께서 하나님의 사람에게 필요한 충분한 상담을 성경 설교를 통해 제공하신다는 믿음을 가지고 구속사의 흐름과 성도가 겪는 구체적 정황을 이해하고 성경의 사상과 맥락 안에서 권위 있는 설교를 하라고 권면한다. 한국 교회는 쏟아져나오는 성찬 신학 서적이 무색하게도 성찬을 올바른 신학 아래 실천하지 않고 있는 실정인데, 저자는 고린도전서 본문을 파고들어 당시 고린도 교회가 겪은 성찬 예식의 문제와 오늘날 교회가 반드시 회복해야 하는 성찬의 의미를 설명한다. 매일의 자아 성찰을 통해 주님의 참된 공동체로 거듭나고 주의 죽으심과 부활을 중심으로 성찬의 의미를 확실히 기념해야 할 것을 말한다.

3. 논쟁중에 있는 한국 교회 문제를 과감하게 다루는데, 그는 성령께서 여성에게 주신 은사를 통해 폭넓게 역사하실 수 있음을 인정하면서도 교회에서 권위를 가지고 목사나 장로로서 지도하고 가르치는 일은 성경의 지지를 받을 수 없다고 말한다. 추모 예배 역시 고인을 회고하는 것은 좋지만 가정 예배의 목적과 형식 안에서 미신적인 요소를 제거하고 드리는 것이 좋다고 설명했다. 목회자 세습과 안수 문제는 구약과 신약의 사례를 통해 오늘날에도 유효한 의미와 유효하지 않은 의미를 구분하지만, 동시에 현재 상황에서 덕이 되는 경우와 덕이 되지 않는 경우를 따지면서 실질적인 조언을 덧붙였다. 성지 순례라는 용어를 사용하는 것과 사순절을 지키는 것, 강단 십자가를 부착하는 것의 문제는 가벼운 선택의 문제라고 생각할 수 있지만, 저자는 종교개혁의 시발점을 가져온 여러 가지 허례허식의 문제를 우려하고 유발할 수 있는 신학적 실천적 문제를 진지하게 고려하여 주의할 것을 종용했다. 견해가 다를 수 있는 문제를 다룰 때 저자는 전반적으로 성경 본문을 중심으로 답을 찾아가며 본문의 다양한 해석을 분석하고 판단하여 가장 적합한 답을 찾는 과정을 통해 자신이 내련 결론이 가장 성경적으로 설득력 있다는 것을 보여준다. 교회의 지체인 성도가 바른 신학과 공동체 안에서 실제로 하나님 나라 백성으로 어떻게 영향을 미칠 수 있는지 잘 보여주는 예시라고 한다.

### 종말론
우리의 모든 존재가 종말안에 있다고 한다, 개인이 종말론적 실존을 이루어야 한다고 한다. 이 시대가 종말이다. 종말안에 있지만 끝은 아니다라는 의식을 가져야한다고 주장한다.

#### 마태복음 24장의 종말론의 특징
- 일반적으로 사용하는 말 "이 세상 끝"이 종말이 아니다.
- 시대의 징조 혹은 때의 징조는 기독교가 사용하는 말이다. 잘못된 사용으로 이단들이 많이 사용하였다.
- 마태 24장에서 4절부터 14절까지 예수 오실기까지 전체를 보여준다고 한다. 초림과 재림 전체를 말한다.
- 일상적 삶을 살아야 하며 성경을 연구하며 하나님의 뜻을 알면서 깨어있는 삶을 살아야 한다.
- 요셉처럼 사람들에게 필요한 것을 공급하는 사람으로 사랑하며 열심히 살아야 한다. 이런 모습이 하나님의 백성으로 종말론적인 삶을 사는 것이다.

그는 성경적 종말론에 대한 바른 자세를 3 가지로 주장한다. 첫째 성경적 종말관을 가지는 것이다. 둘째 이미 예수님의 초림으로 구약이 기다리던 종말이 이미 임해 우리가 이미 이런 의미의 종말 안에서 살고 있으나, 세상 끝은 아직 이르지 않아서 우리는 끊임없이 그 세상 끝에 있을 예수님의 재림을 기다리면서 살아야 한다. 셋째 참으로 예수님의 재림을 날마다 고대하며 살아야 한다.

### 성경의 사후세계
그는 사후의 상태에 대하여 성경에 근거하여 몇가질 설명한다.
1. 사후 상태에 대해서 생각하는 성도들의 기본적인 시각
기본적으로 성도들은 예수님을 구주와 주님으로 믿는 자신들은 그리스도의 공로로 말미암아 이미 이 세상에서도 영생을 누리고 있고, 죽은 후에도 그 영혼이 영생을 누리며, 또한 그 후에는 죽은 자들 가운데서 부활하여 영원히 영생을 누리게 된다는 것을 유념할 필요가 있다. 그러므로 우리들의 죽은 다음의 상태가 성도들에게 대해 최종적인 것처럼 생각하는 것은 바르지 못한 태도가 아닐 수 없다.
우리는 언제나 그리스도 안에서 우리가 지금 누리고 있는 영생과 새 하늘과 새 땅에서의 부활체가 누리는 영생의 극치의 빛에서 사후 상태를 이해해야 한다.
그러므로 과거부터 신학에서는 사후 상태를 ‘중간 상태’(the intermediate state)라고 말하는 일이 일반적이었다. 이는 개개인의 죽음과 부활 사이의 기간, (성도를 중심으로 말하자면) 지금 우리가 누리는 영생과 극치 상태에서 누릴 영생 사이에 있는 시기(즉, 中間期; intermediate period)의 상태라는 의미로 사용된 것이다. 그리고 성경에 의하면, 중간 상태는 신자들의 중간 상태인 ‘하늘’에서의 삶과 불신자들의 중간 상태인 불신자의 영혼만이 ‘지옥을 미리 맛보는 것’으로 나뉜다.
웨스트민스터 신앙고백서가 표현한 바와 같이, 최고의 하늘(the highest heaven)과 지옥(hell) 이외에 다른 중간 상태는 없는 것이다. 즉, 천주교회가 말하는 연옥(purgatory) 같은 것은 있지 않다는 것이다. 연옥에 대한 생각은 성경의 지지를 받지 못하는 잘못된 생각이 중세기에 발전한 것이다. 중간 상태는 ‘최고의 하늘’과 ‘지옥’뿐인 것이다. 성도들의 중간 상태는 최고의 하늘에서의 삶을 사는 것이고, 불신자들의 중간 상태는 지옥의 고통과 형벌을 미리 누리는 것이다.
2. 성도는 죽으면 하나님께서 계신 그 곳, 즉 ‘하늘’(heaven)에 있게 된다.
성도의 사후 상태는 그리스도와 함께 하나님 면전에 있게 되는 것이라고 했다. 성경에서는 하나님께서 계신 곳을 하늘(heaven)이라고 한다. 이는 하나님의 편재성(遍在性), 즉 무소부재(無所不在)하심을 부인하면서 하나님께서는 오직 하늘에만 계신다는 말이 아니고, 하나님의 편재성을 인정하면서도 하나님께서는 이 세상을 초월하셔서도 계신다는 것을 중심으로 하여 표현하는 말이다. 하나님께서는 이 세상을 충만히 채우시면서 계시지만, 또한 이 세상을 초월하신다. 이 초월성을 중점으로 말할 때 하나님은 “하늘에 계심이로다”와 같이 표현하는 것이다.
그러나 또한 이 초월성을 중심으로 말하는 하늘이라는 말은(루터파 신학자들이 루터를 따라서 그렇게 생각하기를 즐겨하듯이) 장소성 또는 경역성(境域性; locality)을 전혀 배재하는 것이 아니다. 그 이유는 기본적으로 우리 주 예수 그리스도께서 부활하셔서 살과 뼈를 지닌 그러나 변화되신 몸을 가지시고 하늘로 올라가셨기 때문이다. 그리스도께서 그의 부활체를 가지고 있는 곳은 분명히 장소성을 가지고 있어야 하는 것이다. 그래야 그리스도의 부활이 진정한 의미를 지니게 된다.
그러므로 성도들의 영혼이 사후에 있게 되는 ‘하늘’(heaven) 또는 ‘최고의 하늘’(the highest heaven) 또는 ‘삼층천’(the third heaven)은 다 같이 하나님께서 계신 곳을 지칭하는 용어이다. 성경은 이것을 ‘낙원’(paradise)라고 부르기도 했다 고린도후서 12장에서 바울은 삼층천과 낙원을 동일시하고 있다. 예수님께서 십자가상의 한 편 강도에게 하신 말씀인 “오늘날 네가 나와 함께 낙원에 있으리라”는 말씀은 그 문맥상 죽으면 그 영혼이 예수님과 함께 낙원에 있게 된다는 뜻으로 해석하는 것이 옳다. 여기서 낙원은 루이스 벌코프 등이 잘 지적하듯이 하나님께서 계신 그 ‘하늘’(heaven)을 의미하는 것이다(the paradise is the heaven).
한국 교회에서는 오랫동안 하나님께서 계신 그 ‘하늘’(heaven), 예수님께서 부활 후에 승천하신 그 ‘하늘’(heaven), 그리고 성도들의 영혼이 죽음 후에 있게 될 그 ‘하늘’(heaven)을 번역할 때 ‘천당’(天堂)이라는 용어를 써서 번역해 왔다. “예수 천당”이라는 구호에서 말하는 천당이 바로 이 heaven을 우리말로 번역하여 사용한 말이다.
이는 단순히 영어의 heaven에 대한 한글 번역어로 사용된 것으로 보아야 한다. 그러므로 이 천당(天堂)이라는 말에 대해서 생각할 때 우리는 ‘하늘 집’이라는 뜻으로 한자어 풀이를 해서는 안 되고, 이는 그저 영어의 ‘heaven’이라는 말의 번역어로 사용된 것으로 보아야 한다. 그러므로 우리 성도들은 죽은 후에 그 영혼이 하나님께서 계신 그 ‘하늘’(heaven), 한국 교회에서 흔히 그렇게 불러 오던 대로 ‘천당’(heaven)에 있게 되는 것이다.
3. 중간 상태는 영혼의 상태이다.
그런데 사람이 죽으면 그 몸은 무덤에 묻히게 되고, 그리하여 그 몸은 썩게 된다. 그러므로 성도들이 ‘하늘’(heaven)에 있을 때 그는 몸을 가지지 않은 영혼으로만 있게 된다. 물론 중세 때에 사후에 하늘에 있는 성도들이 일종의 몸(a kind of body)을 가지는 것으로 생각하는 이들이 있었고, 그것은 ‘영체’(airy body)라고 부르는 일도 있어 왔다. 심지어 개혁파 신학자들 가운데서도 그런 생각을 한 이들도 있을 정도이다. 그러나 모든 바른 신학자들이 성경에 근거해서 바로 생각하여 온 바와 같이 죽은 다음의 상태는 영혼만이 그리스도와 함께 하나님 앞에 있는 상태이다. 영은 살과 뼈가 없는 것이다. 그러므로 사후 상태의 영혼이 그 어떤 형태의 몸을 가진다고 생각해서는 안 된다. 특히 히브리서가 말하고 있는 “온전케 된 의인들의 영들”이라는 표현에서 이를 확인받을 수 있을 것이다(히 12:23).
그러므로 부자와 나사로의 비유에서 부자와 나사로가 몸을 가지고 있는 것은 그 비유가 사후 상태에 대해서 여러 가지 생각할 수 있는 중요한 교훈을 주는 비유적 표현으로 주어진 것이지, 그것이 문자적으로 성도들이 사후에 몸을 가진 것임을 가르치기 위해서 의도된 것이 아님을 분명히 생각해야 한다. 우리 주님께서 다른 곳에서 가르치신 것과 모순되는 것을 제시하면서 이 비유를 통해 신자의 사후 상태를 가르치시려고 해석할 수 없는 것이다. 성경에서는 일반적으로 사후 상태가 영혼만의 상태임을 분명히 한다.
그러므로 중간 상태는 영혼의 상태라는 것을 분명히 해야 한다. 그 영혼만이 있는 것이 과연 어떤 상태인지를 적극적으로 말하기는 쉽지 않다. 그러나 몸과 관련된 어떤 생각을 영혼의 상태에 부과해 넣지 않는 것이 매우 중요한 일이라고 판단된다. 이런 문제에 대해서 성경에 아주 분명한 언급이 있지 않으므로 이에 대해서 단언하기는 어렵지만, 성경의 가르침으로부터 가장 자연스러운 추론을 할 수는 있다. 그리고 성경에 단언되어 있는 것뿐만 아니라 그로부터 자연스럽게 추론할 수 있는 것도 성경적인 것으로 받아들이는 좋은 해석의 전통을 따라서 우리는 사후 상태의 영혼이 흰 옷을 입고 있다든지, 집에 사는 것이 아니라고 할 수 있다.
특히 성도들이 중간 상태를 지내게 되는 ‘하늘’에서 흰 옷을 입고 있다는 내용의 간증들은 요한계시록에 나타나는 하나님을 찬양하는 “각 나라와 족속과 백성과 방언에서 (나온) 아무라도 셀 수 없는 큰 무리”가 흰 옷을 입고 손에 종려나무 가지를 들고 보좌 앞과 어린 양 앞에 서서 찬양한다는 표현들을 그 말씀의 본래적인 의도에 대해 오해한 것이라고 할 수 있다. 그들이 이 말씀을 문자적으로 이해하는 데서 문제가 생겨진 것이다. 그러나 이 말씀은 문자적으로 해석할 수 있는 것이 아니다.
이는 이들에 대한 다음 설명에서 분명해 진다: “이는 큰 환란에서 나오는 자들인데 어린 양의 피에 그 옷을 씻어 희게 하였더라”(계 7:14). 이 말을 문자적으로 취하면 그들의 옷은 붉어졌을 것이기 때문이다. 그러므로 “어린 양의 피에 그 옷을 씻어 희게 하였느니라”는 말씀은 어린 양의 구속으로 인한 정결케 함을 받았다는 뜻으로 이해해야만 한다. 따라서 이는 문자적으로 구원 받은 이들의 영혼이 지금 하늘에서 흰 옷을 입고 산다는 뜻으로 이해해서는 안 되는 것이다.
또한 구속 받은 이들의 영혼이 집에서 사는 것이 아님은 “하나님의 말씀과 저희의 가진 증거를 인하여 죽임을 당한 영혼들이 제단 아래 있어” 부르짖어 기도하는 장면을 바라보면서(계 6:9-11) 그들이 항상 제단 아래 엎드려 있다고 말할 수 없는 것으로부터 추론할 수 있는 것이다. 영혼이 있는 상태를 이 지상에서 몸을 가지고 있는 상태에 근거해서 말하는 것은 옳지 않은 것이다.
4. 사후의 신자의 영혼은 쉬면서 기다리는 것이다.
또한 이렇게 순교자들과 증언자들에게 대해 “저희에게 흰 두루마리를 주시며 …아직 잠시 쉬되”라고 말씀하시는 것으로부터(계 6:11) 무엇을 기다리는가? 하는 본문의 직접적인 대답은 “저희 동무 종들과 형제들도 자기처럼 죽임을 받아 그 수가 차기까지 하라”는 것이다(계 6:11). 그러므로 하늘의 온전케 된 성도들의 영혼은 하나님의 구원 역사의 정해진 때가 차기까지 기다리고 있는 것이다. 사후의 하늘의 영혼은 기본적으로 그 일을 그치고 쉬며 기다리고 있는 것이다. 물론 그 영혼이 항상 하나님 앞에 있는 것이므로 기도도 하며 찬양도 하며 즐거움도 누리고 있다. 그래서 바울은 “떠나서 그리스도와 함께 있을 욕망을 가진 이것이 더 좋으나”(빌 1:23)라고 말하고 있는 것이다. 사는 것도 유익하고 죽는 것도 유익하다고 하면서 바울은 그들 중 어느 것을 가릴는지 알지 못한다고 하면서 결국 자신만을 생각하면 이 세상을 떠나서 주와 함께 있는 것이 더 좋다고 한 것이다. 그러나 그 상태가 성도들의 최종적 상태는 아니므로 성도들은 기쁨을 누리면서 하나님 나라가 극치에 이르기를 기다리는 것이다.
그러므로 하나님 나라가 극치에 이르기를 기다린다는 것은 우주적으로 말하면 우주 전체가 하나님께서 의도하신 최종적 목적에 도달하는 것을 바라며 기다리고 있는 것이다. 피조세계 전체가 그리스도의 사역의 결과로 온전히 회복되고, 하나님의 자녀들의 영광의 자유에 이르러 피조세계가 허무한 것에 굴복하는 것에서 벗어나는 것을 기다리는 것이다(롬 8:19-21 참조). 이는 또한 개인적으로 말하면 우리가 부활체를 가지고 그 부활한 온전한 존재 전체를 사용해서 하나님의 뜻을 온전히 수행하게 되는 것을 기다리는 것이다.
5. 사후 상태를 바로 이해하는 성도는 이제 어떻게 해야 하는가?
이와 같이 성경적인 사후 상태의 이해를 가지게 된 성도들은 이제 어떻게 해야 하는가? 다음과 같은 몇 가지를 분명히 하는 것이 중요하다고 생각된다.
(1) 지금 여기서 우리가 그리스도의 십자가 공로에 근거해서 누리고 있는 영생을 확신하고 그 영생에 부합한 삶을 살아가야 한다. 성령 안에서 사랑과 화평과 희락을 누리고 그것을 전하는 도구로 살아야 하는 것이다.
(2) 사후에 우리가 그리스도와 함께 하나님 면전에 있게 될 것임을 분명히 믿으면서 우리는 죽을 때에도 ‘하늘’ 소망을 가지고 죽음에 임해야 한다. 바울이 말하는 것과 같이 성도들에게는 죽는 것도 유익한 것이기 때문이다. 그리고 성경이 말하는 사후 상태에 대해서 정확하고 바른 이해를 가지고 그 상태가 몸을 가진 상태인 것과 같이 생각하지 말아야 한다.
(3) 그러나 성도의 사후 상태가 최종적인 상태인 것과 같이 생각하여 성경이 가르치는 온전한 영원 상태를 분명히 하지 않는 일로부터 벗어나야 한다. 성도들의 궁극적 상태는 부활체를 가지고 새하늘과 새 땅에서 사는 상태이기 때문이다.
(4) 마지막으로 예수 그리스도를 개인적 구주로 믿지 않는 이들은 △ 지금 여기서도 영생을 누리지 못할 뿐만 아니라, 그들이 죽기 전에 그리스도를 개인적 구주로 영접하지 않는 한 △ 사후에도 ‘하늘’의 복락에 참여할 수 없으므로 그 영혼이 ‘지옥’의 고통을 미리 경험할 뿐만 아니라, 궁극적으로 △ 영원의 상태에서도 그 몸과 영혼이 ‘지옥’의 형벌을 영원히 받게 되는 영벌의 상태에 있게 될 것임을 분명히 의식하면서, 그들에게 그리스도의 천국 복음을 전하는 일에 힘써야만 한다.

### 지옥
지옥은 사랑을 많이 언급한 예수님이 가장 많이 언급한 용어이다. 또한 형벌을 받는 실재적인 장소이다.

## 천년왕국
그는 칼빈과 청교도들, 그리고 안토니 A. 후크마가 주장한 무천년설을 지지한다. 그는 두가지 관점에서 역사적 전천년주의를 반대하고 무천년을 지지한다. 무천년은 교부인 어거스틴과 종교 개혁가인 칼빈과 청교도의 다수, 게할더스 보스와 루이스 벌코프, 그리고 그의 제자인 앤토니 후크마가 주장한다.

조지래드의 종말론 강의를 번역한 후에 그는 그 번역 책에 대한 평가를 신학적으로 몇가지를 하였다. 첫번째로 조지래드는 마이클 호튼이 각주한 것처럼‘아직도 역사적 전 천년설에 대한 가장 탁월한 진술’자로 소개한다. 대부분의 보수적 신학자들이 지지하는 견해로 이 책은 가장 한국적이라 할만하고, 전통적 해석을 따르고 있다고 볼 수 있다고 한다. 그러나 이승구 박사가 무천년설을 따르는 이유는 후크만의 주장처럼 ‘요한계시록에서도 그렇거니와 신약성경 많은 곳에서도 최후의 심판은 그리스도의 재림과 연결되어 있기 때문’이다.(후크마 <개혁주의 종말론> 308쪽) 상식적으로 천년 왕국 동안 기존의 살아있는 사람들과 죽은 자들이 부활하여 함께 지낸다는 것을 지지한지 않는. 조지 래드는 휴거하여 ‘죽음을 거치지 아니하고서 신령한 몸을 입게 된다’(133쪽)고 하지만 참으로 난해한 표현이라고 한다.
두번째로 천년 왕국이 끝날 때 사단이 놓여 다시 훼방을 놓다는 요한계시록의 표현이 무엇을 의미하지는 이해할 수 없다고 한다. 만약 부활의 몸과 신령한 몸으로 변화된 성도들에게 어떤 사단의 훼방이 있다는 말일까? 저자의 논리를 따른다면 부활한 성도들이 아직 죄인으로 있는 거듭나지 않는 사람들을 ‘통치’하게 되는 데, 이 또한 도무지 이해할 수 없다고 한다. 이런 무리한 해석은 조지 래드가 문자적 성경 해석에 치우쳐 부활을 두 단계로 구분하여 의인들과 부활과 악인들의 부활을 구분했기 때문으로 보인다.
특별히 무천 년 주의(Amillennialism)는 말 그대로 천년왕국이 역사적으로 임하지 않는다는 주장이다. 교부인 어거스틴과 종교개혁자인 칼빈과 청교도의 다수, 게할더스 보스와 루이스 벌코프, 그리고 그의 제자인 앤토니 후크마가 주장한다.

## 하나님 나라
그는 하나님의 나라는 가는 곳이 아닌 임하는 것이라고 한다. 세례 요한이 잡힌 후에 예수님께서 갈릴리 사역을 하시면서 하신 최초의 선포가 바로 ‘하나님 나라’에 관한 것이었다. 이는 단순히 하나님의 통치나 주권과 같은 개념이 아니라, ‘하나님의 매우 특별한 통치’를 말하는 것이다. 이 세상에 대한 하나님의 일반적이고 우주적인 통치가 아닌, 아주 독특한 의미의 하나님의 통치가 이 세상에 가까웠다는 것이 ‘하나님 나라가 가까이 왔다’고 하실 때 예수님의 의도였다”라고 한다. 이 교수는 “그러나 매우 안타깝게도 구약 백성들 다수는 그런 하나님 나라의 백성으로서의 의식을 가지지 못하였고, 하나님의 통치를 받고 살아가지도 않았다. 거듭되는 선지자들의 경고에도 불구하고 하나님께서 경고하신대로 열국 중에 흩어지게 되었다. 그러나 하나님께서는 이스라엘 나라를 회복시키는 새 언약을 맺으실 것을 또한 약속해주셨다. 선지자들을 통해 주시는 하나님의 말씀을 믿은 백성들은, 하나님의 특별한 통치가 임하여 오기를 기다려 왔다. 그 하나님의 특별하신 통치하심에 대해 요한은 하나님 편에서는 오랜 침묵 끝에 다시 선포했다. 그가 헤롯에 의해 잡혀 투옥됐을 때, 예수님께서는 유대 땅을 피하여 갈릴리로 오셔서 다시 같은 선언을 시작하셨다”고 설명했다. 그는 “로마가 식민통치를 지속하고 있는 상황에 외적으로 아무런 변화가 일어나지 않았는데, 하나님 나라가 임하여 왔다고 선언하시는 예수님의 선언을 대다수의 유대인들은 받아들일 수 없었다. 그들은 자신을 성부와 구별하시면서도 때때로 하나님이라고 시사(示唆)하시는 예수님도 받아들일 수 없었고, 그가 선언하시는 하나님 나라의 현실성도 믿을 수 없었다. 결국 그들은 예수님을 받아들이지 않고, 그의 말을 믿지 않은 것이다. 자신들의 기존 사고방식에 일치하지 않는 예수님의 말씀을 받아들일 수 없었다”고 말했다. 수님 당시의 유대인들은 하나님 나라가 임하는 것은 외적으로 눈에 보이게 임해야 한다고 생각했기 때문이다. 그런 생각을 갖고 ‘하나님 나라가 언제 임하나이까?’ 묻는 바리새인들에게, 예수님께서는 “하나님 나라는 볼 수 있게 임하는 것이 아니요 또 여기 있다 저기 있다고도 못하리니 하나님의 나라는 너희 안에 있느니라(눅 17:21)’고 대답하셨다.
이 교수는 “언젠가는 그 나라가 권능으로 눈에 보이게 임하게 될 것이다. 그 때에는 그 누구라도 그 나라가 여기 있다고 말할 수 없는 것이다. 그러나 인자가 권능으로 임하시기 전에도, 예수님께서 선언하신 대로 그 나라가 이미 하나님의 백성들 가운데 임하여 온 것이다. 바로 지금 자신들과 말씀을 나누시는 예수님이 있는 그 곳에, 눈에 보이지 않는 방식으로 예수님의 존재와 그의 말씀의 통치라는 방식으로 이미 유대인들 가운데 와 있었던 것이다. 그러나 대부분의 유대인들은 영적으로 소경이 되어, 영적으로 이미 임하여 온 하나님 나라를 볼 수 있는 능력이 없었다. 그들은 여전히 그 나라가 물리적으로 오기만을 기다리고 있었던 것이다. 그러나 소수의 들을 귀 있고, 볼 수 있는 영적인 시력을 회복받은 사람들은 예수님의 말씀으로부터 우리를 다스리는 ‘왕의 왕으로서의 선언’을 듣고 받아들이고 있다”고 전했다.
이 교수는 이와 관련하여 “가장 안타까운 것은, 많은 사람들이 하나님 나라를 ‘예수를 열심히 믿은 사람들이 죽은 후에 가는 곳’으로 생각하고 있다. 나 역시 대학교 1학년 때까지도 그러했다. 하나님 나라는 우리가 가는 어떤 곳이 아니라 우리에게 임하는 것이다. 앞서 말했듯이 이미 하나님 나라가 우리에게 임한 것이다. 우리는 하나님 나라가 이미 와 있음을 분명하게 선포해야 한다. 목회자들인 우리가 이를 확신할 뿐 아니라, 우리가 가르치는 성도들도 이를 확신해야 한다. 이 하나님 나라는 예수님께서 다시 오실 때 극치에 이를 것이다. 이미 우리에게 임한 하나님의 나라, 이미 영적으로 진행되고 있는 그 나라가 물리적으로 확연히 드러나는 것이 극치에 이른 것이라 할 수 있다. 곧 하나님 나라 영광의 왕국, 새 하늘과 새 땅을 의미한다”고 설명했다.
교회는 하나님 나라 실현을 위한 종말론적 공동체”라고 한다. 그렇다면, 하나님 나라의 존재가 어떻게 세상에 드러나게 되는가? 이 교수는 “교회는 하나님 나라를 드러내기 위한 종말론적인 공동체다. 이 세상에서 하나님 나라에 속해 있는 개인과 공동체는 항상 전투하며 싸우고 있을 수밖에 없다. 이 땅의 교회는 하나님 나라를 드러내기 위해 전투하는 교회일 수밖에 없다. 우리들의 관계성, 의식과 삶, 교회를 통해서 이 세상에 하나님의 나라가 드러나야 한다. 그것이 우리의 삶이다. ‘하나님의 나라는 먹는 것 마시는 것이 아니요 오직 성령 안에 있는 의와 평강과 희락(롬 17:14)’이다. 우리의 삶 가운데 의를 지향하고 평강을 지향하는 삶이 나타날 때 하나님의 나라를 드러내는 것”이라고 말했다.
즉, 교회의 목적은 하나님 나라의 통치를 이 세상에 드러내는 것이다. 영적인 하나님 나라를 이 세상에 드러내고 이 세상을 우리 주 예수 그리스도가 통치하고 있다는 사실을 드러내는 것이 교회 된 우리의 역할이다.
우리는 이 세상에서 이미 하나님 나라의 백성으로 있고, 이 세상에서 천국을 살다가 천국으로 가는 것이다. 천국이 여기 있음을 이야기해야 한다. 하나님 백성으로 살다가, 죽으면 천국에 있다가 예수님이 재림하시는 날 부활해서 영원한 몸을 가지고 새 하늘과 새 땅의 영광 가운데 주 예수 그리스도와 함께 영원토록 사는 것을 분명히 해야 한다. 이 천국은 이미 왔다. 이 세상에서 바로 천국을 살아가는 것”이라고 말했다.
그는 참으로 교회를 위한 신학은 성경이 말하는 하나님 나라 개념에 충실한 신학이라고 한다.
첫째로, 하나님 나라는 하나님께서 친히 세우시는 하나님 중심의 나라이고, 하나님의 영광이 찬연히 빛나는 나라라는 것을 강조해야 합니다. 하나님 나라에 대한 성경적 이해와 성경적이지 않은 하나님 나라 이해의 차이는 기본적으로 여기서 드러납니다. 인간의 힘으로, 인간들이 노력해서 세울 수 있는 나라로 제시하는 하나님 나라 사상은 성경적 하나님 나라와는 거리가 먼 것입니다. 그 이전에도 그러하였고, 초림에서도 그러하였으며, 그 나라를 극치에 이르게 하기 위해 이루어질 재림에서도 하나님 나라는 하나님 혼자의 힘으로만 형성되는 나라입니다. 인간들이 하나님 나라를 위해 기도하고, 힘써 그 나라 백성 역할을 하지만 그것으로는 하나님 나라가 세워질 수 없고, 종국적으로 하나님 혼자의 힘으로만 세워지는 하나님 나라를 말할 때 진정 성경이 말하는 하나님 나라를 말하는 것이 됩니다. 사람이 하나님 나라에 속하게 되는 일인 구원이 오직 하나님 혼자의 힘으로만 구원이 이루어진다고 주장하는 개혁파 신학의 주장이 성경적이듯이, 포괄적인 하나님 나라도 오직 하나님 혼자의 힘으로만 이루어집니다. 인간들이 열심히 그 나라 백성 역할을 하도록 강조하지만 그것으로는 하나님 나라가 이루어질 수 없고, 우리의 열심도 결국 하나님께서 주시는 힘으로 작용합니다. 그러므로 우리들은 구원론에서만이 아니라, 하나님의 나라 설립과 진행과 극치에 이르게 하심에서도 하나님 홀로 역사하심(monergism, 神獨力主義)을 우리들은 강조해야 합니다. 구원에서나 더 넓은 개념인 하나님 나라에서나 신인협력주의(synergism)을 말하는 것은 잘못된 것입니다. 또한 그 하나님의 나라는 오직 하나님께만 영광이 돌려져지는 나라입니다(Soli Deo Gloria). 하나님도 영광스러워지고 덩달아서 우리도 유익을 얻으려고 하는 번영의 신학은 성경적 하나님 나라 신학에 부합하지 않습니다. 오직 하나님 나라를 위해 우리가 십자가라도 지고, 모든 고난을 감수하겠다는 고난의 복음이 하나님 나라 신학과 부합합니다. 이 두 가지 점 모두에서 하나님의 나라는 참으로 하나님의 나라, 즉 하나님 중심의(theo-centric) 나라이지, 사람을 위한, 사람에 의한 나라가 아닙니다. 역사와 우리 현실을 돌아보면 과연 어떤 하나님 나라 사상이 과연 성경적인 것인지를 잘 알 수 있을 것입니다.
둘째로, 하나님 나라를 성경적으로 이해하면 “하나님 통치의 역사 안에서의 실현”이라고 했습니다. 그러므로 하나님 나라의 구속사적 실현 개념을 가져야 하나님 나라를 성경적으로 바로 이해하는 것입니다. 예수님께서 “하나님 나라가 가까웠다”(막 1:15: 마 4:17)고 선언하실 때도 바로 이런 역사 안에서의 하나님 통치의 실현을 염두에 두면서 그리 말씀하셨습니다. 그러므로 하나님 나라를 다른 곳에서 찾으려고 하면 안 됩니다. 그저 하나님의 통치가 하나님 나라인 것이 아니고, 하나님의 통치가 이 역사 속에 실현되는 것을 하나님 나라라고 합니다. 구약의 선지자들의 가르침을 따라서 참으로 경건한 유대인들은 장차 하나님의 통치가 이 땅에 실현되기를 기다라고 있었는데, 그들 가운데 예수님께서 오셔서 그 기대와 연관하여 “하나님 나라가 가까웠다”고 선언하셨던 것입니다. 하나님 나라가 오기를 기대하던 당시 유대인들에게는 이런 말씀은 하나님 나라의 미래성을 더 분명히 확언해 줄 뿐만 아니라, 그 나라가 아주 가까이 왔다는 의미로 잘 받아들여졌습니다. 그런데 더 놀라운 것은 하나님 나라가 아주 가까운 정도가 아니라, 예수님께서는 “내가 하나님의 성령을 힘입어 귀신을 쫓아내는 것이면 하나님의 나이미 너희에게 임하였느니라”(마 12:28)고 선언하셨을 뿐 아니라, 그와 같이 하나님 나라가 그의 사역 가운데서 이미 임하여 온 측면이 있다는 것을 가르치신 것입니다. 눈으로 보기에는 전혀 변화가 없는 것 같은데도 예수님께서 성령님의 사역을 행하시는 그 사역 속에서 하나님의 나라가 이미 와 있다는 이 말씀은 그야말로 혁명적인 말씀이었습니다. 이 말씀을 참으로 믿는 사람들이 예수님을 믿는 사람들이고, 끝까지 이 말씀을 믿지 않으면 구원 받지 못한 사람들임을 드러내는 것입니다. 눈에 보기에 우리가 기대하는 것이 다 이루어지지 않기에 이 말씀을 믿기 어렵지만 성령님의 은혜로 이 말씀을 믿는 사람들은 희망이 있습니다. 이렇게 하나님 나라가 이미 임한 측면이 있다는 것을 받아들인 사람들은 또한 그 나라가 “권능으로 임하는” 때가 장차 있다(막 9:1)는 가르침도 받아들입니다. 그 때는 “인자가 구름을 타고 큰 권능과 영광으로 오는” 때라고 합니다(막 13:26). 그리하여 예수님의 말씀을 전체적으로 잘 배우면, 하나님 나라가 이미 임한 측면이 있고, 그러나 올 것이 다 와서 더 이상 올 것이 없는 것이 아니라, 장차 그 나라가 권능으로 올 때도 있다는 것을 배우게 됩니다. 이렇게 신약 계시에 의해서, 하나님 나라의 임함이 이렇게 두 차례에 걸쳐서 이루어진다는 것을 배우는 것입니다. 하나님 나라는 예수님의 초림 때에 이미 이 땅에 임하여 왔으나, 지금은 눈에 보이게 임하는 것이 아니라는 것을(눅 17:20) 인정해야 합니다. 이것을 가르쳐서, 하나님 나라가 영적으로 임하여 왔다고 합니다. 우리들은 이 땅에 이미 임하여 온 하나님 나라의 영적 실체(s spiritual reality)를 인정해야 합니다. 그러므로 다음 같이 말할 수 있습니다.

### 창조하셨으나 타락한 이 세상 안으로 뚫고 들어온 하나님 나라

#### 이 세상 (하나님 나라)이 세상
이것이 예수님의 초림부터 재림까지의 현상태의 정확한 모습입니다. 따라서 타락한 이 세상에는 그 안으로 뚫고 들어 온, 보이지 아니는 하나님 나라에 의해서만 소망을 가질 수 있습니다. 그러다가 장차 예수님께서 다시 오실 때, 그 하나님 나라가 극치(極致, consummation)에 도달하게 됩니다. 지금 이 땅에 “영적으로” “이미 와 있는” 그 하나님 나라가 재림 때에 그 나라의 극치에 도달하는 것입니다. 그것을 옛 사람들은 “영광의 왕국”(regnum gloriae)이라고 부르기도 했습니다. 그 “영광의 왕국”은 지금 현재 예수 그리스도 안에서 이미 이 땅에 임하여 온 “은혜의 왕국”(regnum gratiae)과 그 은혜의 왕국이 있을 수 있도록 하나님께서 계속해서 온 세상을 다스리시고 주관하시고 주권을 행사하시며 그 모든 것을 부활하신 예수님에게 주셔서 통제하도록 하신 온 세상에 미치는 보편적인 “권능의 왕국”(regnum potentiae)이 모든 통일된 것입니다. 그러므로 종국에는 이 “극치에 이른 하나님 나라”, 즉 “영광의 왕국”만이 있게 됩니다. 이것을 이사야서 65, 66장과 요한계시록 21, 22장과 베드로후서 3;13에서 “새 하늘과 새 땅”이라고 하기도 했습니다. 그러므로 다음 같이 말할 수 있습니다.

#### “극치에 이른 하나님 나라”=“영광의 왕국”=“새 하늘과 새 땅”
예수님의 재림 후에 있을 “영원 상태”를 이렇게 지칭하는 것입니다. 우리는 이 극치에 이름이 속히 오기를 바라면서 “나라가 임하옵시며”라고 지금도 기도합니다. 그 나라가 극치에 이를 때까지 시간과 기다림이 필요합니다. “하늘”(heaven)에 있는 순교자들의 영에게도 하나님께서는 “아직 잠시 동안 쉬되 그들의 동무 종들과 형제들도 자기처럼 죽임을 당하여 그 수가 차기까지 하라”(계 6:11)고 말씀하십니다. 그 나라가 극치에 이를 때까지 “하늘”에서도 기다리며 쉬는 것입니다. 이런 예수님의 가르침에 충실하게 사도 바울도 하나님 나라에 대해서 가르쳤습니다(행 28:23, 31). 예수님과 바울의 하나님 나라에 대한 가르침이 다를 수 없습니다. 바울도 하나님 나라가 눈에 보이지 않는 영적인 방식으로 이 세상에 와 있음을 명확히 하면서, “그가 우리를 흑암의 권세에서 건져내사 그의 사랑의 아들의 나라로 옮기셨으니”(골 1:13)라고 선언합니다. 그 사랑의 아들의 나라는 그리스도의 나라이고, 곧 하나님의 나라입니다. 이미 이 땅 가운데서 흑암의 권세에서 건져 내어 하나님 나라에로 옮겨지는 일이 발생했다는 것입니다. 이것은 하나님 나라가 이미 이 곳에 와 있어야 일어 날 수 있는 일입니다. 그 나라가 영적으로 이 땅 가운데 현존함을 말하는 것입니다. 그 다음 절을 병행법적인 표현이라고 생각하면, “그 아들 안에서 우리가 속량 곧 죄 사함을” 얻는다는 것(골 1:14)이 곧 하나님 나라 안으로 옮겨지는 것입니다. 요한은 “물과 성령으로 나지 아니하면 하나님의 나라에 들어갈 수 없느니라”(요 3:5)고 말씀하신 우리 주님의 말씀을 전해 줍니다. 그러므로 물과 성령으로 거듭난 사람들은 하나님 나라에 들어간다는 것입니다. 이런 가르침에 따라서 예수님을 참으로 믿은 우리들은 (1) 이미 거듭나고 죄사함을 얻어서 하나님 나라 안에 들어 와 있음을 인정해야 합니다. (2) 그리고 그 나라 백성답게 하나님 나라 백성 역할을 해야 합니다. 즉, 날마다 하나님의 통치를 받아가야 합니다. (3) 그러면서 그 나라가 극치에 이르기를 사모하며, 그 일을 위해 기도하면서 예수님의 재림을 기다려야 합니다.
셋째로, 이렇게 예수님을 믿어서 이미 하나님 나라에 있는 사람들은 이 세상에서도 주님과 함께 사는 것이고, 죽어도 주님과 함께 있습니다(골 2:23). 그러므로 본질적으로 별 차이가 없습니다. 하나님 나라 백성으로서 이 땅에서 사는 것인지, 아니면 하나님의 백성으로서 죽어 주님과 함께 있는 것인지의 차이만이 있습니다. 그러므로 하나님 나라 백성들은 죽음을 두려워하지 않습니다. 죽음의 쏘는 것이 사라졌기 때문입니다. 그래서 우리는 바울과 함께 죽음조차도 조롱할 수 있습니다(고전 15:55). 오히려 죽음에서 우리의 영혼이 온전히 성화되니, 우리들은 “죽는 것도 유익함이니라”고 말할 수 있습니다(빌 1:21). 하나님 나라 백성들은 죽으면 그 영혼이 이 세상을 떠나 우리 주님과 함께 있게 됩니다(빌 1:23). 우리 주님은 하늘의 하나님 우편에 계시다고 하였으니, 우리는 그 때 하나님과 함께 있게 됩니다. 참 성도들이 죽은 후에 있게 되는 곳이 어디인지는 성경 전체가 아주 분명히 말합니다. 하나님께서 계신 그곳에 있다고 합니다. 구약에서는 하나님께서 “하늘”(heaven)에 계심을 명확히 합니다. 솔로몬이 성전을 완공한 후에 하나님께 드리는 기도에서 “주는 하늘에서 그들의 기도와 간구를 들으시고 그들의 일을 돌아보옵소서”(왕상 8:45//대하 6:35)라고 합니다. 히스기야 때에 오랫만에 유월절 절기를 지킨 후에 “그 때에 제사장들과 레위 사람들이 일어나서 백성을 위하여 축복하였으니, 그 소리가 하늘에 들리고 그 기도가 여호와의 거룩한 처소 하늘에 이르렀더라”(대하 30:27. 참조 애 3:50; 시 33:13)고 했습니다. 그래서 하나님을 “하늘에 계신” 분(하나님)(시 2:4; 애 3:41; 단 2:18; 시 115:3), “하늘에 계시는 주”(시 123:1), “하늘의 하나님”(시 136:26; 스 7:23) 등으로 언급합니다. 신약에서도 하나님을 언급할 때 “하늘에 계신” 하나님(마 5:48; 6:9; 18:10), 또 “하늘 아버지”(마 6:14, 32; 15:13; 18:35; 눅 11:13)라고 합니다. 하나님께서 “하늘”(heaven)에 계시다는 것을 명백히 하는 말들입니다.
예수님께서 승천하신 후에 어디에 계십니까? 예수님의 승천 장면에 흰옷을 입고 두 청년의 모습으로 나타난 천사들은 “너희 가운데서 하늘로 올려지신 이 예수는 하늘로 가심을 본 그대로 오시리라”(행 1:11)고 선언했습니다. 이런 가르침에 주의한 사도들은 후에 “하나님이 영원 전부터 거룩한 선지자들의 입을 통하여 말씀하신 바, 만물을 회복하실 때까지는 하늘이 마땅히 그를 받아 두리라”(행 3:21)고 같이 선언했습니다. 다른 곳에서도 그가 하늘에 올라가셨다고 합니다(요 3:13; 엡 4:10). 이렇게 성경은 곳곳에서 우리 주 예수님께서 지금 “하늘”에 계심을 성경은 선언합니다. 그러므로 성도들은 죽은 후에 하나님께서 계신 그곳에서 하나님과 함께, 그리스도와 함께 있습니다. 위에서 그 곳을 “하늘”이라고 했습니다. 유대인의 관념을 따라 “셋째 하늘”이라는 말을 쓰기도 합니다(고후 12:2). 그곳을 “낙원”(paradise)이라고도 했습니다(고후 12:4). 우리 주님께서도 신앙을 고백하는 한편 강도에게 “오늘 네가 나와 함께 낙원에 있으리라”(눅 23:43)고 말씀하셨습니다. 그러므로 이 땅에서 중생하여 예수님을 믿어 이미 하나님 나라 안에 있는 사람들은 죽어서 그 영혼이 하나님께서 계신 그 “하늘”(heaven)에 있게 됩니다. 이곳을 중국 분들과 옛 우리 조상들이 천당(天堂)이라고 언급하기도 했습니다. 이는 그저 “하늘”(heaven)의 번역어를 이렇게 쓴 것입니다. 이제까지를 정리하면 다음 같이 말할 수 있습니다.

#### 하나님께서 계신 그 “하늘”(heaven)=낙원(paradise)=천당(天堂)
```
그러나 이것이 마지막 이야기가 아니라는 것을 이미 위에서 언급했습니다. 성도들은 하늘에서 안식하면서도 여전히 하나님 나라가 극치에 이르기를 기도하면서 기다립니다. 그렇게 하다가 예수님께서 재림하여 이 땅에 하나님 나라가 극치에 이르면, 즉 영광의 왕국이 임할 때에 그 극치에 이런 천국에 우리들을 넉넉히 들어가게 하실 것입니다(마 7:21; 행 14:22; 딤후 4:18). 그러나 믿는다고 말만 하고 하나님을 실질적으로 믿지 않는 사람들은 하나님 나라를 유업으로 받지 못합니다(고전 6:9, 10). 그러므로 이 땅에 하나님 나라가 임하여 왔음을 참으로 믿는 사람들은 날마다 하나님의 통치를 받아 나감으로 하나님 나라가 지금 여기에 있음을 증언하고, 죽은 후에 하나님계서 계신 그 “하늘”(heaven)에 그 영혼이 있다가 예수님의 재림으로 임하게 될 “하나님 나라의 극치”인 “새 하늘과 새 땅”에 참여하여 그 “영광의 왕국”에서 영원히 사는 것입니다.이것이 아주 간단하게 정리한 성경적인 하나님 나라 개념이라고 할 수 있습니다. 우리는 이 사상에 충실할 뿐만 아니라, 우리들이 사용하는 용어도 이런 성경적 용어 사용에 일치하게 해 나가야 할 것입니다
```

## 세계관
그의 세계관은 성경적-개혁신학적 관점에 근거하고 있다. 세상 전체를 기독교적 관점에서 바라보는 것이라고 한다. 성경의 관점에서 이 세상을 바라보는 것이다. 성경적 관점에서 잘못된 모든 사상을 변혁하는 일이다. 거짓된 것들을 성경으로 잘 분별해야 한다고 주장한다. 그리스도와 항상 함께하는 삶을 주장한다. 그리스도인의 몸을 영적제사로 드리는 일상생활에서 실천하는 사회적 제자도를 주장한다.
그는 세계관의 출발점으로 3 가지의 전제를 주장한다.
1. 성경을 하나님의 정확무오한 하나님의 말씀으로 믿고 기독교 세계관의 기초로 본다.
2. 사도신경을 성경적으로 생각한다.
3. 이신칭의를 받아들인다. 오직 은혜를 강조한다.

박윤선 박사가 말한 계시의존사색에 근거한 기독교 세계관을 주장한다.그가 강의한 내용에서 기독교 세계관을 다음과 같이 설명한다.
```
기독교 세계관(Christian world-view)이란 그리스도인이 가진 세계관(Christian's world-view)을 뜻한다. 이는 그리스도인이 이 세계를 바라보는 관점과 그 관점에서 그리스도인이 이 세상을 이해한 내용 - 그 둘을 다 포함하는 것이다. 따라서, 여기서는 일차적으로 그리스도인이란 어떤 존재인가, 그런 그리스도인은 어떻게 존재하고, 생각하는가 하는 것이 근본적인 문제가 된다. 그러므로 구체적인 내용보다는 그리스도인이 이 세상을 보는 관점이 보다 중요한 질문으로 드러나게 된다. 그리스도인의 세계관도 일반적으로는 그저 그의 의식 가운데 암묵리의 세계관(implicit world-view)으로 있을 뿐, 외현적인 세계관(explicit world-view)으로 명확히 드러나 있지 않은 경우가 많이 있다. 그러므로 기독교 세계관을 문제 삼고 논의하고 말하는 것은 결국 그리스도인 안에 있어서 그의 이 세상에서의 삶을 인도하는 세계관을 좀더 명확히 하고 외현화시키려는 것이다. 그리스도인 안에 암묵리에 있는 세계관을 이끌어 내려는 것이다. 그러므로 건전하고 바른 교회에서 하나님의 말씀의 바른 도리와 하나님의 경륜에 대해 잘 배워온 신실한 그리스도인들은 기독교 세계관 공부를 하거나 이에 대한 연구를 한 일이 없어도 평소에 자신들이 힘써 해 오던 바가 바로 기독교 세계관 운동을 하는 사람들이 말하려는 바라고 느끼게 되는 일이 많은 것이다. (특히 세상과 우리의 삶 전체에 미치는 하나님의 주권을 강조하는 개혁주의 사상에 충실한 교회의 교우들에게는 더욱 더 그러하다.
```

### 기독교 세계관이란 무엇인가
Ⅰ.기독교 세계관이란 무엇인가?
기독교 세계관이란 말을 어렵지 않다. 이는 "예수 믿는 사람들은 과연 이 세상 전체에 대해 어떻게 생각하고, 그 속에 사는 나 자신의 삶을 어떻게 생각하며 살아야 하는가"를 다루는 것입니다. 나의 삶을 성경에 비추어 혹시 고쳐야 할 것이 있으면 과감히 고치는 일은 그리스도인이라면 우리들이 항상 해야 하는 일이고, 또 항상 해 오는 일이 아닙니까? 그것이 바로 기독교 세계관적 작업의 토대입니다. 이 일을 잘 하려면 먼저 하나님과 성경 앞에서 우리가 매우 솔직해져야 합니다. 자신의 모습을 적나라하게 드러내어야 하는 것이지요. 그렇게 나의 삶과 사고방식을 솔직히 드러내어 봅시다.
1. 죄로부터 돌아섬
혹시 나의 삶과 사고방식에서 성경이 가르치는 것과 정면으로 대립하는 것이 있는지를 생각해 보십시오. 이런 것들이 매우 자명한 죄악들이라고 언급될 수 있는 것입니다. 바로 그런 죄악들, 우리가 가지고 있는 근원적 문제들 때문에 우리 주 예수께서 이 세상에 오셔서 우리를 위해, 죄 지은 우리 자리에 서시어, 우리 대신 형벌을 받으시고, 그 결과로 우리들이 용서 받은 사람으로 이 세상을 살게 해 주신 것입니다. 그것이 "예수님을 나의 구주로 믿는다"는 말의 가장 기본적인 의미입니다. 그러므로 우리의 명백한 죄악을 성경이 아주 명확하게 말하고 있는 것에 대해서 우리는 오히려 감사해야 합니다. 이는 우리들로 하여금 예수님 앞으로 나아가 우리가 예수님을 절실히 필요로 하며 항상 예수님의 십자가 공로에만 의지해서 살겠다고 하는 것의 근거가 되며, 또한 어리석은 우리들에게 구체적인 죄들이 무엇인지를 가르쳐 주는 것이기 때문입니다. 그러므로 기독교 세계관을 바르게 하는 일은 우리의 죄를 회개하고 진정으로 예수님께서 십자가에서 이룩하신 구원을 믿는 것으로부터 시작됩니다.
2. 성경적 삶과 사고방식
그러나 진정한 그리스도인으로서 이 세상을 사는 것은 자명한 죄를 회개하는 것만으로 다 되는 것은 아니다. 혹시 우리의 삶과 생각 가운데서 하나님과 실제로 관련되어 있지 않은 것이 있습니까? 그것이 모든 것의 근원적 문제가 됩니다.
고린도전서 10:31을 읽어 봅시다. "그런즉 너희가 먹든지 마시든지 무엇을 하든지 다 하나님의 영광을 위하여 하라." 이 말씀에 의하면 우리는 먹고 마시는 등의 가장 기본적인 일들까지도 다 "하나님의 영광을 위하여" 하라고 합니다. 우리의 모든 것에서 우리가 하나님의 영광을 인정하여 우리의 존재와 삶이 하나님의 영광을 위해 있는 것이 될 때에 우리가 진정 기독교 세계관을 가지고 실천하는 것이 되는 것입니다.
3. 종교적 열심이 아닌 성경의 가르침을 따름
성경이 하라고 하지 않았는데 내가 종교적으로 열심히 하고 있는 것이 무엇인지를 생각하여 그런 것들을 그만 두고, 성경이 가르치는 하나님의 도리를 배우고 실현해야 합니다. 그러나 때때로 자신은 분명히 기독교 세계관을 가지고 좋은 그리스도인으로 이 세상에 있다고 하면서도 실상 하나님이 보시기에 그렇지 않은 사람들이 있을 수 있습니다.
이 문제를 제대로 해결하려면 성경에서 하지 말라고 하였는데 혹시 우리나 내가 하고 있는 것이 있는지를 발견해서 버려야 합니다. 구약시대에 하던 것 가운데서도 예수님께서 속죄를 이루어 성취하신 후인 신약 시대에는 하면 안 되는 것이 있습니다. 하나님께 드리던 제사가 그 대표적인 예입니다(히 10:18 참조). 예를 들어서, 어떤 사람이 매월 초인 월삭에 하나님께 예배해야 하겠다고 한다면 그것은 어떻게 여겨져야 합니까? 예수님께서 십자가에서 희생 제사를 드린 후에는 우리들의 제사는 없어지는 것입니다. 그렇지 않고 나름대로 예배를 창안하고 하는 것은 결국 예수님께서 십자가에서 이루신 구속을 모독하는 것이 된다는 것을 알아야만 합니다.

기독교 세계관이란 무엇인가?
1. 이끄는 말: "세계관이란 무엇인가?"
일반적으로 세계관(world-view)이라는 말은 이 세계를 바라보는 눈, 즉 세상을 보는 관점(perspective)을 지칭하는 말이다. 이 세상이 도대체 어떻게 (어떤 방식으로) 있다고 보는가에 관한 문제가 세계관의 문제라고 할 수 있다. 이를 좀더 구체화하면서 월터스는 "한 사람이 사물들에 대해서 갖고 있는 기본적 신념들의 포괄적인 틀"이라고 잠정적으로 정의한 바 있다. 이렇게 세계관이란, 왈쉬와 미들톤이 말하는 대로, "지각의 틀(perceptual framework)이며, 사물을 인지하는 방식"이고, "삶에 대한 시각(vision of life)"이요, "삶을 위한 시각(vision for life)"이다. 또는 호페커가 말한 바와 같이, "실재에 관한 어떤 사람의 전제들과 확신들의 총합으로, 이는 삶에 대한 그의 전체적 관점을 표현하는 것이다"고도 말할 수 있다. 그러므로 이 세상에 사는 사람은 누구나 세계관을 가진다고 할 수 있다. (심지어 이 세상을 볼 수 없는 분들도 그 나름대로 이 세상에 대한 관점과 이해를 지니는 것이다). 이 세계에 대한 그 나름의 관점, 그 나름의 이해가 각자의 세계관이다.
그러므로, 제임스 사이어와 같이, "어느 시대의 세계관의 수는 그 시대에 사는 의식적 존재의 수만큼이나 많을 수 있다"고도 말할 수 있고, 그것들에 대해 심각하게 성찰 한 후에 그 다양한 세계관들이 일정한 유형들로 구분이 가능함을 생각하면서 "세계관의 수는 무한하지 않다"고 할 수 있다. 그런데 대부분의 사람들에게는 이 세계관이 전혀 문제(a poria)가 되지 않는다. 그저 나름의 관점에서 나름의 이해를 가지고 이 세계 안에서 주어진 삶을 살아가고 있다. 그들에게는 세계관에 대한 질문과 탐구가 없는 것이다. 그리고 그것도 문제가 안된다. 그러나 이런 상태에서도 세계관은 존재하는 것이다. 그런 "의식되지 않는 세계관"을 일상적 세계관 또는 생활 세계의 세계관이라고 할 수 있다. 또는 내재적 세계관, 암묵리의 세계관(implicit world-view)이라고 할 수 있을 것이다.
세계관에 대한 질문과 탐구는 이런 생활 세계에 있는 의식되지 않는 세계관을 의식하는 것 또는 그것을 문제로 삼는 것이다. 즉, 단순하고 소박하게 생각할 때는 매우 당연한 것들로 여겨지는 것을 좀더 구체적으로 묻는 것 또는 우리의 암묵리의 세계관을 검토하고 평가하는 일이 세계관의 문제이다. 이는 무의식적 세계관에 문제를 제기하는 문제제기인 것이다. (철학을 하시는 분들은 이것이 철학적 질문과 무엇이 다른가고 물을 것이다. 기본적으로는 같을 것이다. 그러나 세계관에 대한 질문과 탐구는 전문적 철학자가 하는 작업 같이 복잡하고 기술적일 필요는 없는 것이다. 이에 대해서는 홈즈가 제안한 '철학자들의 철학'과 '세계관적 철학'의 구별을 참조하고 사용할 수 있을 것이다. 그가 말하는 세계관적 철학은 "철학자들의 철학의 결과를 세계관과 세계관 내의 특정한 주제들을 형성하고 평가하는 데 사용"하는 것이다. 그러므로 세계관은 좀더 일반적인 것으로 철학에 비하면 덜이론적이라고 할 수 있다.
왈쉬와 미들톤은 아예 "세계관은 실재의 전체성에 대한 전이론적(前理論的) 견해"라고 하고, 철학은 "실재의 전체성에 대한 이론적 견해"임에 비해서, 각 학문 분과는 "실재의 어떤 측면에 대한 이론적 견해"라고 말하고 있다. 월터스도 "철학과 신학은 학문으로서 학문적이며 이론적인데 반해서 세계관은 그렇지 않다고 말할 수 있다. 세계관은...전학문적이다."고 말한다. 물론 암묵리의 세계관, 비의식적인 세계관에 대해서는 반드시 이렇게 말해야 할 것이다. 그러나 현시화된 세계관은 전문적인 철학 같이 이론적이며, 학문적이지는 않으나, 어느 정도는 이론적이고 학문적이기까지 하다. 그러므로 홈즈와 같이 전문적 철학자나 신학자가 하는 전문적 철학이나 전문적 신학과 비교되는 세계관적 철학과 세계관적 신학을 말하는 것이 더 옳을 것이다.) 그러므로 외현화된 세계관은 세상이 실재로 있다고 보느냐, 그냥 그렇게 보이는 것일 뿐이라고 보느냐, 그렇게 보이는 그것 자체가 의미 있고 중요한 것이라고 보느냐, 아니면 별로 의미 없는 것이라고 보느냐 등등의 복잡한 문제를 묻는 것이다. 따라서 외현화된 세계관은 그저 관점의 문제만이 아니라, 그가 가진 관점에서 이해한 내용을 어느 정도는 포함하지 않을 수 없다.
그렇다면 기독교 세계관(Christian world-view)이란 그리스도인이 가진 세계관(Christian's world-view)을 뜻한다. 이는 그리스도인이 이 세계를 바라보는 관점과 그 관점에서 그리스도인이 이 세상을 이해한 내용 - 그 둘을 다 포함하는 것이다. 따라서, 여기서는 일차적으로 그리스도인이란 어떤 존재인가, 그런 그리스도인은 어떻게 존재하고, 생각하는가 하는 것이 근본적인 문제가 된다. 그러므로 구체적인 내용보다는 그리스도인이 이 세상을 보는 관점이 보다 중요한 질문으로 드러나게 된다. 그리스도인의 세계관도 일반적으로는 그저 그의 의식 가운데 암묵리의 세계관(implicit world-view)으로 있을 뿐, 외현적인 세계관(explicit world-view)으로 명확히 드러나 있지 않은 경우가 많이 있다. 그러므로 기독교 세계관을 문제 삼고 논의하고 말하는 것은 결국 그리스도인 안에 있어서 그의 이 세상에서의 삶을 인도하는 세계관을 좀더 명확히 하고 외현화시키려는 것이다. 그리스도인 안에 암묵리에 있는 세계관을 이끌어 내려는 것이다. 그러므로 건전하고 바른 교회에서 하나님의 말씀의 바른 도리와 하나님의 경륜에 대해 잘 배워온 신실한 그리스도인들은 기독교 세계관 공부를 하거나 이에 대한 연구를 한 일이 없어도 평소에 자신들이 힘써 해 오던 바가 바로 기독교 세계관 운동을 하는 사람들이 말하려는 바라고 느끼게 되는 일이 많은 것이다. (특히 세상과 우리의 삶 전체에 미치는 하나님의 주권을 강조하는 개혁주의 사상에 충실한 교회의 교우들에게는 더욱 더 그러하다.
예를 들어서, 카이퍼의 칼빈주의는 결국 기독교적 인생관과 세계관에 충실하며, 그에 대한 깊은 탐구를 이끌도록 하기 때문이다). 그러므로 기독교 세계관을 말하고 주장하는 것은 이전에는 없던 어떤 새로운 것을 말하거나 주장하는 것이 전혀 아닌 것이다. 그것은 그저 성경이 말하고 있는 복음에 도리에 충실한 사고를 깊이 있게 폭 넓게 하자는 것, 또는 그렇게 해 오던 바를 좀더 명확히 언표하고 외현적으로 드러내 보자고 하는 것일 뿐이다. (그렇게 외현화하는 것을 때때로 "세계관을 가진다"고 표현하는 일이 있다. 그러나 이제까지의 논의를 같이 해 온 분들은 이런 표현은 그리 좋은 표현이 아니라는 것에 쉽게 동의할 수 있을 것이다. 외현화하지 않아도 이미 그 세계관은 암묵리에 그 안에 있었기 때문이다. 이런 뜻에서 손봉호 교수님께서는 "세계관이나 그 배경을 이루는 종교적 신앙이 항상 의식될 필요는 없다. 오히려 의식되지 않은 세계관이 구체적인 삶과 행동에 더 큰 영향을 끼친다"고도 표현하신 일이 있다. 의식 있는 신실한 기독교인의 경우에는 더욱 더 그러하다). 그렇다면 우리는 왜 기독교 세계관을 명확히 외현적으로 표현하도록 하려는 것인가? 이 문제를 다음절에서 다루기로 하자.
2. 우리는 왜 기독교 세계관을 외현화시키려고 하는가?
1) 우리가 지지할 수 없는 이유들
일반적으로 세계관을 외현화할 때 (위에서 말했듯이, 사람들은 때로 이를 "세계관을 가진다"고 표현하기도 한다) 사람들은 대개 두 가지 동기에서 그리하는 것 같다. 첫째는 단순한 호기심이란 동기이다. 일반적으로는 이것이 어떤 질문을 하고 탐구를 해 나가는 일에 있어서 상당히 중요한 동인이다. 여유와 호기심이 없이는 실용적이지 않은 연구나 탐구는 이루어지기 어려울 것이다. 그러나 호기심 그 자체에 이끌려 가면 우리는 끝없는 방황을 할 뿐, 어떤 진전이나 유의미한 열매를 내기가 어려울 것이다. 물론 이 세상에서 아주 놀라운 발견을 하거나 굉장한 것을 이룬 이들은 다 이 호기심 자체에 의해서 움직여 나갔음을 무시해서는 안된다. (그러므로 우리는 어떤 뛰어난 분들의 호기심에 가득찬 시도들에 대해 개방적이어야 하고 그런 시도의 여지를 항상 열어 두어야 할 것이다). 그러나 그리스도인들이 그들의 세계관을 외현화시킬 때 그것이 그저 호기심에 이끌려 하는 작업이어서는 안될 것이다. 그 이상의 어떤 본유적인 동기가 여기에 작용해야만 하는 것이다.
일반적으로 사람들이 세계관을 외현화할 때 그들이 가지는 또 하나의 이유는 이 세계 내에서 그들이 느끼는 불안(anxiety or dread)과 연관되어 있다. 이 세상 안에 내 던져진 존재(das Geworfenheit)로 자신을 느낄 때 가지게 되는 그런 불안 가운데서 사람들은 여러 자지 안전 장치와 안전 보장을 마련하려고 하게 된다. 그런 안전 보장에 대한 추구 중의 하나가 이 세계의 정체를 확인하고 그 안에서의 자신의 위치를 확인해서 안심하려는 것이다. 그러나 그 모든 불안과 염려를 다 하나님과 그리스도께 맡긴 그리스도인들에게는 이런 동기가 작용하여 그들의 세계관을 외현화시켜 보려는 것이 있을 수 없는 일이 되며, 그들의 존재 방식과 일치하지 않는 것이다.
2) 기독교 세계관을 드러내고 외현화하는 진정한 이유들
그렇다면 그리스도인들은 왜 그들의 세계관을 명확히 하는 일을 해야 하는가? 그 첫째 이유는 그리스도인은 자신들의 존재뿐만이 아니라, 이 세계와 그 과정에 대해서도 깊이 생각하고 바르게 반응해야 하는 일에로도 부름을 받았기 때문이다. 신약 성경이 그리스도인들에게 요구하는 일 가운데 하나는 "깊이 생각하라"는 것이다. 자신이 이전에 어떤 존재들이었으며, 이제 그리스도인이 된 후에 어떤 사람들이 되었으며, 따라서 하나님과 세계와 자신들과 다른 사람들과, 다른 피조물들에 대해서 어떤 관계를 유지하고 어떻게 해야 하는지를 깊이 생각하라고 하는 것이다.
이런 요구에 의하면 그리스도인이 자신들의 세계관을 잘 표현해 내는 일은 자신의 그리스도인 됨의 중요한 한 측면이기도 한 것이다. 그리스도인은 아무 생각 없이 사는 것이 아니라, 하나님께서 우리에게 요구하시는 바를 인지적인 측면에서도 잘 드러내도록 해야만 하는 것이다. 그러므로 기독교 세계관을 진술해 보려는 노력도 우리가 사는 이 세계에 대한 하나님의 진리를 바로 알고 드러내려는 노력의 일완인 것이다. 이것이 기독교 세계관의 이론적 동기(theoretical motive)라고 할 수 있다.
둘째로 그리스도인들이 자신들의 세계관을 명확히 해 보려고 하는 이유는 이 세계가 바로 그들이 관련하여 살고 활동해야 하는 세계이기 때문이다. 즉, 세계 안에서의 실천과 활동이라는 실천적 동기(practical motive)가 작용해서 그리스도인들은 그들의 세계관을 외현화하려고 하는 것이다. 그래서 아더 홈즈는 "세계관은 행동의 지침으로서도 필요하다"고 말한다. 또 이와 연관된 세계관의 필요성으로 "사유와 삶을 통일시키기 위해서, 선한 생활을 정의하고 인생의 희망과 목적을 찾도록 하기 위해서"라는 이유도 말하고 있다. 아마도 이와 비슷한 이유에서 월터스는 "나는 세계관이란 우리 삶의 인도자의 기능을 한다고 믿는다"고 말한 듯하다.
브라이언 월쉬와 리쳐드 미들톤도 자신들이 기독교 세계관에 대한 강의를 하고 이에 대한 책을 쓰는 이유를 다음과 같이 표현하고 있다: "우리의 목표는 성경에 충실하면서 동시에 세속 사회에서 그리스도인으로서 순종의 삶을 살도록 유도하는 통일된 기독교 세계관을 학생들이 계발할 수 있도록 도움을 주기 위한 것이었다." 왜냐 하면, 그들에 의하면, "하나의 세계관은 그 세계관을 가진 사람이 세상에서 (in the World) 지향해 나갈 세계의 모델(model of the world)을 제공"하는 것이기 때문이다. 그러므로 우리는 이 세상 안에서의 제대로 된 실천, 바른 실천(orthopraxis)을 위한 이론적 작업으로 기독교적 세계관을 명확히 드러내며 표현해 보려고 하는 것이다. 왜냐 하면 "기독교 사상의 영향력은 기업과 정치, 문학과 예술, 학문과 교육, 가정과 삶 전체의 도덕적 성격, 그리고 온 세상의 모든 부분에까지 미쳐야만" 하기 때문이다.
그러므로 기독교 세계관을 외현화하는 이 작업은 철저히 이론적이며 실천적인 것이다. 마치 이상적인 신학이 동시에 아주 이론적이며 아주 실천적인 학문이듯이 말이다. 이론적 관심과 실천적 관심이 동시에 작용하지 않으면 참된 그 무엇을 결코 내어놓을 수 없는 것이다. 그러므로 우리는 기독교 세계관을 명확히 표현해 내는 일에 있어서도 철저히 이론적이려고 해야만 하며, 동시에 실천적인 관심을 반영해야만 한다.
기독교 세계관의 이런 실천적 성격에서 나오는 또 하나의 이유로 이 문제 투성이의 어려운 시대에 현대 정신의 혼란 상황 가운데서 그리스도인들은 자신들을 위해 그리고 이 혼란에 빠진 동료 인간들을 위해 참으로 정합적이고 바른 세계관을 제시해야 할 필요성과 사명을 그 어느 때 보다 더 심각하게 느껴야 한다는 점을 말하지 않을 수 없다. 특히 오늘날 유행처럼 번져 가는 포스트 모던적 상황 가운데에서는 이런 상황과 시대적 요청이 기독교 세계관을 명확히 현시하도록 하는 것이다.
3. 기독교 세계관의 특징들: 그 관점의 특성들을 중심으로
앞으로 우리가 충실히 드러내고, 표현하며, 외현화하려고 하는 기독교 세계관은 과연 어떤 특징을 가질 것인가? 이것도 여러 측면에서 여러 가지로 제시될 수 있겠지만, 여기서는 그런 세계관을 가능하게 하는 기독교적 관점이 과연 무엇이고, 그런 관점의 특성들이 무엇인가를 중심으로 다음 세 가지 특징을 제시해 보고자 한다.
1) 중생자의 영적인 세계관
첫째로, 기독교 세계관은 중생한 사람들의 영적인 세계관이라고 할 수 있다. 기독교 세계관은 중생한 그리스도인들이 가진 세계관을 외현화한 것이란 말이다. 그러므로 기독교 세계관은 중생하지 아니한 자들의 다양한 세계관들과 대립적이고, 반립적인(anti-thetical) 세계관인 것이다. 그 둘 사이에는 타협과 절충의 여지가 전혀 없다. 이 때 그리스도인들은 다양한 비기독교적 세계관들이 어떤 점에서 함께 기독교 세계관에 반립하여 서 있으며, 어떤 점에서 각기 다른가 하는 문제에 아주 민감해야만 한다. 그렇지 않으면 상당히 다른 것들을 그저 뭉둥 그려 동일시하는 실수와 그렇게 한다는 비판을 받기 쉽기 때문이다. 그러므로 모든 비기독교적 세계관을 깊이 탐구하고 기독교적 세계관과 비교하는 일이 언젠가는 있어야만 한다.
일단 여기서는 다른 모든 세계관들과 기독교 세계관을 구별하는 하나의 요소로 기독교 세계관은 진정한 의미에서의 초자연주의(supernaturalism)의 입장을 지니는 데 비해서, 모든 다른 세계관들은 결국 자연주의(naturalism)나 반초자연주의(anti-supernaturalism)의 입장을 지닌다는 것을 지적하고자 한다. 여기서 형식적으로는 기독교적이려고 하되 실질적으로는 기독교적이지 않은 입장들이 과연 어떤 것인지가 잘 드러날 수 있다. 형식적으로 기독교적이려고 하는 입장들은 대개 초월과 초자연을 말하고 인정하기는 하지만 대개는 그 초월과 초자연이 참된 초월과 초자연이 아니든지, 아니면 자연 내에 있는 초월이나 초자연인 것이다. 그러므로 진정한 기독교적 입장만이 참된 초자연주의를 지지하는 것이다. 그리고 이런 진정한 초자연주의는 그저 자연적인 것을 넘어서는 것을 인정하는 정도의 것이 아니고, 중생한 그리스도인이 인정하는 성경의 하나님과 그 성령의 역사를 인정하는 것이라는 점을 말해야만 한다. 그런 의미에서 이는 영적인 세계관이기도 한 것이다. 중생이 성령의 능력 가운데서 일어나는 것이기에, 또한 중생에서 발생하는 모든 인지적 변화도 성령의 능력 가운데서 발생하며, 이 세계관에 따라 행할 수 있는 능력도 성령에 의해서만 주어지는 것이기에 중생자의 세계관은 영적인 세계관일 수밖에 없는 것이다. 기독교 세계관의 기원과 진술 과정과 그 결과가 모두 다 성령 안에 있기 때문인 것이다. 그러므로 기독교적 관점은 근본적으로 영적 관점(spiritual perspective)이다.
2) 성경적 세계관
중생자의 영적 관점은 결국 이 세상을 성경의 빛에서 바라보고 해석하도록 한다. 월털스토르프가 잘 표현한 바와 같이 "진정으로 기독교를 받아들인다는 것은 성경의 세계관을 채택하는 신앙인이 된다는 것이다." 그러므로 기독교 세계관은 성경적 관점(bibilical perspective)을 가지고 세계를 보는 성경적 세계관일 수밖에 없다. 월터스가 말하는 대로 "우리의 세계관은 성경에 의해서 형성되고 점검되어야 한다." "성경이 하나님의 말씀임을 믿는다면, 우리는 성경적 근거에 의해서 형성된 세계관을 가져야할 의무가 있다." 그러나 이는 그리스도인들은 그저 성경만을 보거나 그 자료만을 사용해서 세계관을 구성한다는 뜻이 아니다. 그리스도인들은 성경과 이 세상에 주어진 하나님의 일반 계시 모두를 다 중시하며, 다 사용하여 그들의 생각을 정리할 수 있다. 그러나 그들이 이 작업을 할 때에 그들은 성경이 가르치는 바와 성경이 제시하는 관점을 가지고서 이 세상의 일반 계시를 보고 해석하는 것이다. 성경 계시의 빛 비취임을 받은 사람만이 일반 계시를 비로소 제대로 보고 해석할 수 있기 때문이다. 그러므로 그리스도인의 관점은 근본적으로 성경적 관점(biblical perspective)인 것이다.
그런데 우리의 관점이 진정으로 성경적인 관점이기 위해서는 우리의 성경을 제대로 이해하여야만 한다. 그러므로 우리는 무엇보다 먼저 성경이 과연 어떤 책인지를 분명히 해야만 한다. 만일에 어떤 사람이 성경을 인간의 최고 지혜를 집대성한 책으로 여기면서 이렇게 이해한 성경에 근거해서 그의 세계관을 구성한다면 그것은 진정한 의미에서 성경적 세계관도 아니고, 기독교 세계관도 아닐 것이기 때문이다. 그러므로 성경에 대한 이해에 있어서 어떤 절단선을 사용하느냐에 따라서 우리의 성경적 세계관이 제대로 된 것일 수도 있고, 그렇지 못한 것일 수도 있는 것이다. 성경은 하나님의 말씀을 포함하고 있다(contain)는 구자유주의(old-liberalism)적 입장을 가지고 있다면, 진정한 성경적 세계관을 가질 수 없다. 그렇다면 성경은 철저히 인간의 말이지만 성령께서 역사할 때에 하나님의 말씀이 된다(become)고 하는 바르트주의의 입장에 서서 성경의 관점을 말하는 것은 과연 성경적 관점이라고 할 수 있을까? 필자는 그럴 수 없다고 주장하지 않을 수 없다. 우리는 성경이 객관적으로 하나님의 말씀이며, 성령의 내적 증거가 있을 때에 우리가 이 객관적 하나님의 말씀을 주체적으로도 받아들이게 된다고 주장하는 것이다. 그러므로 성령의 사역에 의해서 성경을 제대로 받아들인 사람은 성경이 객관적으로 정확 무오한 하나님의 말씀이라고 생각하지 않을 수 없는 것이다. 그러므로 이런 입장은 성경에 대한 역사적 비평(historical criticism)과 이를 포용하는 모든 비평 이론들과 성경에 대한 그런 접근들을 승인하지 않는 것이다. 후에 성경의 내용을 가지고 작업할 때에 구체적으로 우리가 어떤 태도를 취해야 하는 지가 여기서 규정된다고 할 수 있다. 그러므로 성경을 정확 무오한 하나님의 말씀으로 받아들이는 것은 성경적 관점의 토대라고 할 수 있다.
이런 무오한 성경에 근거해서 세상을 보는 이는 이 세상을 하나님의 피조계로 보며, 그 피조계가 일정한 역사적 과정을 거쳐왔다고 본다. 피조된 이 세상의 역사적 과정 가운데서 제일 중요한 것은 그 피조계의 타락과 구속이다. 그런데 그 구속도 역사적 과정을 걸쳐서 이루어지고 있다. 따라서 성경적 세계관은 구조적으로는 역사적 구조를 가질 수밖에 없다. 그러므로 결국 성경적 관점은 구속사적 관점(redemptive historical perspective)이 되는 것이다.
3) 신국적 세계관
그런데 성경이 제시하는 구속사는 결국 하나님의 나라(kingdom of God, 즉 '하늘나라'[天國, kingdom of heaven])를 지향하고 있으며, 그 하나님의 나라의 실현과 관련된 것이다. 하나님 나라가 실현되는 때를 종말(終末, eschaton)로 여기던 히브리적 관점에 의하면 예수 그리스도 안에서 그 하나님 나라가 이미 이 땅에 임하였을 때부터, 즉 예수 그리스도께서 친히 가르치시며 메시야적 사역을 하실 때부터가 '종말'이다. 그러므로 이런 입장에서는 신약 성도들의 관점은 결국 이런 의미에서의 (즉, 그리스도 예수 안에서 이미 종말이 임하여 왔다는 의미에서의) 종말론적 관점(eschatological perspective)일 수밖에 없다. 그러므로 이런 관점의 셰계관도 종말론적 세계관인 것이다. 시기적 특징을 밝혀서 이렇게 말할 수 있는 기독교적 관점은 그 내용에 있어서는 그 종말의 시기에 이미 임하여 왔고, 그러다가 그리스도의 재림에서 극치에 이를 그 하나님 나라 중심의 관점일 수밖에 없다. 그러므로 그리스도인은 이제 모든 것을 신국적(神國的) 관점에서 바라보는 것이다. 그의 판단 기준은 신국의 가치이고, 그의 모든 것이 천국을 중심으로 하고 있는 것이다.
4. 기독교 세계관의 기본적 구조--그 역사적 성격
우리는 이미 기독교 세계관은 근본적으로 역사적 세계관이고, 따라서 구속사적 관점(redemptive historical perspective)으로 이 세상을 보는 것이라는 것을 말했다. 이것은 거듭 강조되어야 하니, 기독교 세계관의 기본 구조가 역사적 과정의 성격을 지니고 있기 때문이다. 이 역사적 과정의 내용은 후에 기독교 세계관을 구성하는 일에 있어서 좀더 상세히 설명되면서 이 틀에 따라서 세계에 대한 이해가 제시될 것이다. 우선 이 역사적 과정을 간단히 더듬어 봄으로써 기독교 세계관의 기본 구조와 틀을 고찰해 보기로 하자.
1) 창조(Creation)
기독교 세계관은 하나님께서 이 세계를 창조하셨다는 사실을 받아들임에 의해서 시작된다고 할 수 있다. 창조 사실은 기독교 세계관의 근본적 기초이다. 이 세상이 그저 있게 되었다거나, 우연히 있게 되었다고 하는 이들은 기독교 세계관을 가진 이라고 할 수 없다. 그러나 창조를 받아들인다는 것이 과연 어떤 것인지는 좀더 조심스럽게 물어져야할 질문이다. 한마디로 하자면, 역사적 창조(historical creation)를 받아들여야 성경적 의미의 창조를 받아들이는 것이라고 할 수 있다. 만일에 창조란 그저 이 세상이 여기 있음에 대한 신앙적, 신학적 의미를 표현하는 말일뿐이라고 하는 이가 있다면, 그는 성경적 의미의 창조를 받아들이지 않는 이일 것이다. 그에게는 창조가 개념이나 의미일 뿐 전혀 역사적 사실일 수는 없기 때문이다. 더 나아가서 창조의 사실을 받아들이지만 이 세계가 창세기의 창조 기사가 기록하고 있듯이 그런 과정을 거쳐서 창조된 것은 아니라고 생각하는 이들에 대해서 우리는 어떤 입장을 취해야 할 것인가? 여기서 위에서 성경적 관점에 대해서 말하면서 어떤 성경관을 받아들이는 것이 매우 중요한 선결적인 문제라고 말한 이유의 한 면이 드러나는 것이다. 창세기 기사에 대한 역사 비평과 문학적 비평을 용인하는 입장에서 창조를 받아들이는 이는 과연 성경적 세계관의 토대인 창조를 받아들인 것일까? 필자에 입장에서는 이에 대해서도 "아니오"라고 말하는 입장을 견지해야만 한다고 말하지 않을 수 없다. 물론 인간 가운데서는 이 세계가 창조되는 것을 본 사람은 한 사람도 없다. 그러나 그렇게 때문에 창조는 역사의 한 부분일 수 없다고 말하는 것은 너무나 인간 중심적인 태도가 아닌가? 우리는 우리가 확인할 수 없는 것이라도 하나님께서 그렇다고 계시하셨다면 그것까지를 역사 내적인 것으로 받아들여야 하는 것이다. 선진들도 믿음으로 증거를 얻었고, "믿음으로 모든 세계가 하나님의 말씀으로 지어진 줄을 우리가 아는 것이다"(히 11:2, 3). 그러므로 역사적 창조를 받아들이지 않으면 - 어거스틴의 말대로 창조와 함께 시작된 "시간과 함께 하는"(cum tempore) 창조를 받아들이지 않으면 그것은 진정한 의미의 창조를 받아들이지 않은 것이다.
2) 타락(Fall)
따라서 우리는 타락에 대해서도 같은 말을 해야 한다. 즉, 역사적 타락(historical fall)을 믿지 않는 이는 실질적으로 타락을 믿는 이로 여길 수 없다고 말하는 것이다. 우리가 살고 있는 이 시간과 공간과 같은 시간, 공간 내에서 오래 전의 역사의 어느 순간에 인간의 타락이 일어난 것이다. 그러므로 역사적 타락이 없이 창세기 3 장의 이야기는 그저 모든 사람에게 일어안 일에 대한 상징적 표현이나 신화적 표현이라고 보는 것은 기독교 세계관의 두 번째 구성 요소를 상실한 것이다. 또 인간의 타락은 사실 이 시공간 내에서 일어 난 것이 아니라 영원에서 영혼의 타락으로 이루어진 것이라는 생각도 옳지 않은 것이다.
그러나 창세기 3 장 이야기를 역사적으로 받아들인다고 해서 그것이 역사적 타락을 받아들인 것은 아니다. 그 사실성은 받아들이고, 그 안에서 온 인류의 타락이 일어났다는 것을 받아들이지 않으면 역사적 타락을 인정하지 않는 것이기 때문이다. 실지로 펠라기우스(Pelagius)와 그를 따르는 이들은 창세기 3 장의 역사성은 받아들이면서도 그로 말미암아 인간성 전반의 타락(fall)이 일어났다고는 생각하지 않았던 것이다. 따라서 그들은 인간이 다 노력해서 하나님의 뜻에 따를 수 있으며, 그렇게 자신들의 노력으로 하나님의 뜻을 따름으로서 구원에 이른다고 믿었던 것이다. 이런 펠라기우스주의는 이미 오래 전에 정죄되었음에도 불구하고 역사 속에서는 계속해서 인간의 온전한 (전적인) 타락을 믿지 않고, 인간의 타락에도 불구하고 십자가에서 이루신 그리스도를 의지하면서 인간에게 남아 있는 힘을 이용해서 최선을 다하면 구원을 받을 수 있다고 하는 생각이 계속 나타난 것이다. 이는 온전한 의미의 타락을 받아들이지 않는 것이므로 온전한 기독교 세계관의 한 요소를 불분명하게 하는 입장이라고 하지 않을 수 없다.
3) 구속(Redemption)
그처럼 "죄와 허물로 죽은"(엡 2:1) 우리를 영적으로 다시 살리려면 우리의 죄 문제를 해결해야 하는 데, 이는 그리스도의 십자가 죽으심으로서 이루어진 "구속"을 통해서만 가능하다. 그러므로 예수님께서 신약 성경이 기록해 주고 있는 대로 이 세상을 사시다가, 성경대로 죽으셔서, 성경대로 사흘만에 부활하시고 승천하셨다는 사실을 역사적으로 믿는 일이 일차적으로 중요하다. 또한 이 삶과 죽음과 부활, 승천이 결국 우리의 구속을 이루는 메시아적 사역의 중요한 부분이었다고 성경대로 믿는 것이 구속을 믿는 것이다. 이 구속은 결국 우리의 죄 문제를 해결해서 우리로 하여금 예수님께서 이 세상에로 도입해 들이신 '하나님 나라"[天國] 백성으로 만들어 주시는 사건인 것이다.
4) 극치(Consummation)
예수님께서 가져오신 그 "하나님 나라"[天國]는 예수님의 재림에서야 그 나라의 극치에 이르게 된다. 그 때까지는 이 세상 안에서 "하나님 나라"[天國]가 성장해 가고 그 영향력을 온 땅에 미쳐 나가는 것이다. 그러나 궁극적으로 그 나라를 가져오실 분은 하나님이신 예수 그리스도이시다. 그러므로 예수님의 가시적이고, 인격적이며, 물리적인 재림을 믿어야 한다. 그리고 그 재림이 하나님 나라를 극치에 이르게 하며, 하나님께서 이 세상을 창조하신 그 목적을 종국적으로 이룰 것이라고 믿는 것이다. 따라서 기독교 세계관은 이런 과정을 걸쳐서 극치에 이를 하나님의 나라, 피조계의 미래를 바라며 이를 중심으로 한 세계 이해를 제시하려고 하는 것이다.
5. 결론
기독교 세계관이 이러한 특성과 이런 구조를 가지고 있다는 것을 살핀 우리에게 남겨진 과제는 무엇인가? 그것은 (1) 이 세계관의 구체적인 형상을 그려내는 것과 (2) 이런 세계관에 근거한 각 학문을 하는 구체적인 방법의 제시와 그 실천, 그리고 (3) 이런 세계관에 근거한 활동과 삶일 것이다. 이 세 가지 과제 가운데서 이 번에는 첫 번째 일(즉, 구체적인 기독교 세계관의 형상을 살피는 일)을 하려고 한다. 물론 이는 이미 우리가 위에서 인용한 바 있는 여러 책에서 시도된 일이다. 그러므로 다시 우리가 정리를 해야 할 필요가 무엇이냐고 반문하실 분들이 많을 것이다. 그러나 이제 우리의 구체적 정황 가운데서 우리가 교재로 사용할 만한 기독교 세계관 책의 발간을 위해서 일종의 재정리 작업이 필요하다는 의식에서 다시 이 어리석은 일을 감행한다. 이 일에는 우리의 입장을 정합성 있게 드러내는 것과 우리와 다른 세계관들과 비교하는 일이 포함된다. 그런데 여기서는 그 중의 첫 번째 것을 중심으로 정리하는 일을 하기로 한다. 때때로 다른 입장들과의 비교가 나타나기는 할 것이나 일차적으로는 우리의 입장을 잘 제시하는 식으로만 하기로 한다. 왜냐 하면 필자의 경험에 의하면 먼저 우리의 입장을 잘 정리하고 난 후에 다른 세계관의 입장과 비교하는 것이 독서나 강좌를 통해서 기독교 세계관을 명확히 하려는 이들에게 비교적 혼동을 일으키지 않는 것이기 때문이다. 그리고 이런 정리 작업을 통해서 우리는 소위 그리스도인들 가운데서 다양하게 나타날 수 있는 다양한 "기독교 세계관들" 가운데서 우리는 어떤 세계관을 우리의 "기독교 세계관"으로 제시하고 나아가야 하는 지가 비교적 현저하게 드러나리라고 생각한다. 우리가 제시할 입장은 결국 이원론적 세계관들과 대조되는 통합적 전망의 개혁주의적 세계관(Reformational Worldview)일 것이다. 즉, 우리의 이 정리 작업은 이 개혁주의적 세계관이 구체적으로는 어떤 방향을 추구하고 나아가야 하는지를 제시하는 것이 될 것이란 말이다.
그러나 여기서 우리가 제시하는 개혁주의적 세계관은 무오한 것이거나 절대적인 것도 아니고, 그래서도 안될 것이다. 우리가 제시하는 기독교 세계관은 항상 성경과 이에 근거한 일반 계시를 더욱 깊고 폭 넓게 연구한 결과에 의해서 수정될 수 있는 개방성을 지닌 것이다. 엄격한 의미에서 영감되지 않은 인간의 모든 활동은 항상 오류 가능성을 지니고 있고, 따라서 항상 개방성을 가져야만 하기 때문이다. 여기서 우리는 다음과 같은 월쉬와 미들톤의 말을 유념할 필요가 있을 것이다:
만일 어떤 한 세계관이 문화를 지배하게 되면, 그 세계관은 다른 시각들이 그 사회 속에서 서로 겨룰 수 있는 여지를 남겨 놓아야 한다. 만일 그렇게 하지 않는다면, 우리는 그것이 하나의 세계관으로 타당한지를 의심할 이유를 갖게 되는 것이다. 전체주의적 성격을 갖는 그런 시각은 하나의 이데올로기가 된 것이다. 우리는 우리의 삶의 시각이 언제나 제한되어 있음을 인정해야 한다. 우리의 세계관은 언제나 - 다른 세계관에 의해서라 할지라도 - 수정과 순화를 받아들일 태세를 가지고 있어야 한다.
그러므로 우리는 우리가 제시하는 기독교 세계관이 항상 성경에 대한 더 바르고 깊은 연구와 이에 근거한 일반 계시에 대한 연구의 빛에서 수정되어 점점 더 성경적인 세계관이 되어 가기를 소망하는 것이다. 이런 의미에서 우리는 개혁파 신학과 교회에 대해 하던 말을 변용해서 개혁된 세계관은 항상 개혁되어야 한다는 말을 할 수 있을 것이다. 월터스가 말하는 대로 "지속적인 개혁이란 성경에 의해 늘 개혁되고 (행 17:11; 롬 12:2을 보라) 전통을 무반성적으로 따르지 않는 것이다."
이런 개혁적 관점에 의해서 후에 좀더 온전하게 개혁될 것을 기대하고 소망하면서 하는 이 정리 작업을 한 후에 다른 세계관들과의 본격적인 비교를 위한 작업이 뒤따르면 이미 정리된 우리의 세계관을 더욱 분명히 할 수 있을 것이다.

## 문화관
그는 문화와 관련하여 기독교인들의 사명을 말하기를 "이 세상에서 하나님께서 원하시는 문화 변혁의 일을 하지 않는 사람은 ‘사명’을 다하지 않는 사람이다”라고 한다.
- 카이퍼와 스킬더에 근거한 개혁주의 문화관을 주장한다.

- 그가 번역한 로버트 웨버의 <기독교 문화관>(앰마오, 1984) 주장 즉 변혁자인 그리스도의 모습에서 하나님 나라의 실현과 문화적 사명을 강조하는 면에서 거의 비슷하다.

4) 그렇게 배우고 교회를 통해 드러내는 하나님 나라의 가치에 따라 이 세상에서 적극적인 삶을 살 것이다. 그러므로 성령님께 순종하며 성령님에 의지하는 자는 반(反)사회적으로 살거나, 사회에 대한 관심이 없이 물러나 살지 아니한다. 그는 수도원적인 영성을 지향하는 사람이 아닌 것이다.
- 하나님중심의 변혁적 문화관을 주장한다. 오히려 이 세상이 바로 하나님 나라의 가치를 실현해야 할 무대와 장소로 여기면서 적극적으로 살며, 급기야는 지금 여기서도 하나님 나라의 문화를 드러내려는 문화 변혁적인 삶을 살게 된다. 이런 성령의 사람에게는 성속을 지나치게 구별하는 이원론적인 삶의 모습이 있지 아니하며, 좁은 의미의 종교적 영역에만 머무는 것이 아니라, 주께서 주신 소명(vocation)에 따라 이 세상 속에서 주어진 일을 하며, 그 일로 하나님을 섬기고 하나님 나라를 드러내며, 이 땅 가운데 그런 하나님이 원하시는 문화의 모습을 드러내기 위해 애쓰게 된다.[44]

- 기독교 문화란 문화적 존재(cultural being)로서 인간이 자신의 사명적 역할을 하는 것이라고 한다.

통치적 존재로서 인간은 하나님의 형상으로 창조되어 하나님이 원하는대로 잘 다스려 하는 사명의 존재요 피조계에 대한 하나님이 대리 통치자요, 부왕(副王)이다.
이 세상을 하나님의 뜻대로 잘 다스린다는 것은 결국 이 세상 안에 하나님께서 원하시는 문화를 만드는 일을 한다는 것이다. 인공적인 힘을 가해서 피조계에서 하나님이 원하시는 문화를 만드는 일이 인간의 사명이다. 문화명령은 세상을 위한 하나님의 원래 계획의 한 부분이라고 말한 미들톤과 월쉬에 동의한다.

## 다양한 신학의 주제들

### 코람데오
이승구 박사는 예수님을 믿는다는 것은 예수님을 우리 삶의 주님(the Lord)으로 모시고 사는 것이라고 말했다. 이제 그런 삶을 조금 다른 각도에서 표현해 본다면 그것은 우리가 세상을 창조하시고 그 온 천하를 살피시는 하나님 앞에(Coram Deo) 있음을 의식하면서, 의식적으로 우리의 삶 전체를 하나님 앞에서(Coram Deo) 살아가는 것이라고 말할 수 있다. 이 하나님 앞에서의 삶, 하나님 면전(面前)에서의 삶, 하나님 존전(尊前) 의식[神尊意識]을 가지고 사는 삶에 대해서 좀더 생각해 보기로 하자.
Coram Deo(1) 죄의식(Sin-Consciousness)
하나님 앞에서 우리는 그 무엇보다 먼저 가장 깊은 죄의식을 느끼게 된다. 이는 엄위하시고 거룩하신 하나님 앞에서 죄인들과 용서받은 죄인들이 가장 먼저 느끼게 되는 의식이다. 그러므로 죄의식이 기독교의 현관이요, 참 기독교에 이르는 통로라는 우리 선배들의 생각은 참으로 옳은 통찰이다. 하나님 앞에 섰을 때 우리는 가장 먼저 엄위하시고 죄를 참아 보지 못하시는 하나님 앞에 나는 감히 설 수 없는 존재라는 의식을 가지게 되는 것이고, 마땅히 그래야만 한다. 그럼에도 불구하고 이런 죄의식을 실존적으로 깊이 있게 느끼지 못하는 이들이 많이 있어 왔다. 그런 이들 가운데서 유난히 자신의 죄인 됨을 깊이 느끼고, 어떻게 죄인인 내가 거룩하고 의로우신 하나님 앞에 설 수 있을까 하는 것을 참으로 실존적으로 고민한 사람들 가운데 한 사람이 마르틴 루터(Martin Luther)라고 할 수 있다. 그리고 그의 심각한 고뇌를 잘 아는 그의 후예들 가운데서는 기독교적 죄의식을 깊이 있게 설명한 이가 많다. 가장 깊이 있게 죄의식을 가지게 되면 사람은 모든 인간적인 것에 대해서 철저하게 절망하게 된다. 우리의 모든 것에 대해서 철두철미 절망하게 되면 우리는 우리의 노력이나 의지나 감정이나 이성을 전혀 내세우거나 의존하지 않게 된다. 따라서 참된 죄의식을 가진 이는 죄인에 대한 하나님의 정죄에 자기를 내어 맡길 수밖에 없는 것이다. 아직도 인간적인 그 어떤 것에 의존하려고 하는 이는 아직도 철저하게 절망하지 않았고, 아직 철저한 죄의식을 갖지 못한 자이다.
Coram Deo(2) 칭의 의식(Justification-Consciousness)
그런데 하나님 앞에서 참된 죄의식을 가진 이는 하나님께서 예수 그리스도의 십자가에서의 대속[代理 贖罪] 사역에 근거하여 믿는 자들에게 선언하시는 죄용서, 즉 칭의(稱義)를 받아들이지 않을 수 없게 된다. 참으로 인간적인 모든 것에 대해 절망한 사람은 하나님께서 이루시는 구원 방식을 그대로 받아들이면서, 그 하나님께서 이루시고 선언하신 것을 그대로 수납하는 것이다. 하나님께서 십자가에서 이루신 구속을 그대로 받아들이며 우리의 행위로 하지 않고, 주께서 십자가에서 이루신 것을 그대로 믿는[즉, 받아들이고 의존하는] 것으로 우리를 의롭다고 선언하셨다는 것을 받아들이는 것을 칭의 의식이라고 할 수 있다. 흥미롭게도 참된 죄의식을 가진 이는 칭의 의식을 가지며, 또한 참된 칭의 의식을 가진 이는 참된 죄의식을 가진다. 이는 역설적으로 들릴 수 있다. 그러나 이 역설이 바로 기독교적 진리이다. 그래서 루터는 "우리는 동시에 의인이면서 죄인이다"(simul justus et peccator)라고 말했던 것이다. 우리를 우리 자신으로 보면 죄인이지만, 하나님께서는 십자가의 빛에서 그리스도의 온전하신 의와 공로를 우리에게 전가시켜 주셔서 우리를 온전한 의인으로 보시고 받아 주신다는 것을 이렇게 표현한 것이다. 그러므로 이 말을 오해해서는 안 된다. 이는 우리가 끝임 없이 의식적으로 적극적으로 죄를 지어 나가지만, 하나님은 십자가 사건 때문에 우리를 의인으로 보신다는 뜻이 아니다. 루터의 천재적이고 선언적인 표현은 때로 그런 오해의 소지를 던져 주지만, 그가 성경으로부터 발견하고 표현하려고 하는 바는 우리는 하나님 앞에서 하나님의 뜻을 따라 아무리 완벽히 노력해도 여전히 하나님께서 요구하시는 철저하고 완벽한 수준에 이르지 못하는 죄인일 뿐이지만(모든 인간적인 것에 대한 철저한 절망), 그런 우리가 하나님께 받아 들여 질 수 있는 것은 우리의 끊임없는 노력 때문이 아니라 오직 십자가에서 이루어진 예수 그리스도의 대속과 그의 온전하신 삶의 의(義) 때문이라는 것이다. 그러므로 우리에게 낯선 의(alien righteousness), 즉 우리에게 전가된 [덧입혀진] 그리스도의 온전하신 의(義)의 관점에서는 우리가 의인(義人)이나, 아무리 노력해도 다 떨어진 누더기 같은 의만을 내는 우리들로서는 죄인이라고 할 수밖에 없으니, 우리는 동시에 의인이요 죄인이라는 것이다.
Coram Deo(3) 성화의 삶(The Life of Sanctification)
하나님 앞에서 자신을 이렇게 동시에 의인이요 죄인으로 보는 이는 이제 하나님 앞에서 끊임없는 성화의 삶을 살아 나갈 수밖에 없다. 거룩하신 하나님 앞에서 다른 가능성은 있을 수 없는 것이다. 자신의 삶이 온전히 하나님 앞에 있음을 의식하는 사람은 이제 하나님의 말씀 전체(Tota Scriptura), 즉 온전하게 해석된 하나님의 말씀을 유일한 규범으로 하고(Sola Scriptura), 성령님을 의존하여 성령님과의 교제 가운데서 성화의 삶을 살아가고, 또 그렇게 살아가야만 한다. 그러므로 하나님 앞에서의 그의 삶은 십자가에서 이루신 성자의 사역에 끊임없이 의존하며, 그 사역을 적용시켜 주시는 성령님께 온전히 의존하는 삶이 된다. 그는 십자가의 빛에서 사는 그리스도의 사람이고, 성령님과의 교제 가운데 사는 성령의 사람이요, 성경의 가르침을 받아 가는 성경의 사람이다. 바로 여기에 성화의 삶이 있다.
그런데 그것은 우리의 일상성과 현실 전체를 성경과 성령님의 가르침 아래서 살아가는 삶이다. 정치, 경제, 사회, 문화, 예술 등 인간의 삶의 모든 부분과 영역이 다 이런 성화의 삶, 성령님과의 교제의 삶, 하나님의 경륜 전체를 이해하고 그에 따라 살아가려는 삶의 영역인 것이다. 이런 영역 밖이나 주변의 작은 소위 종교성의 영역에 성화의 삶이 있는 것이 아니다.
흔히 이원론적인 것으로 지칭되기도 하는 그런 소아병적인 사고와 삶의 분과화(departmentalization)는 성경적 기독교의 모습과는 거리가 멀다. 성경이 가르치는 바에 의하면 우리의 일상성(everyday life)과 공적인 영역(public arena) 그 한가운데서 우리는 하나님 앞에 서 있는 것이다. 바로 거기서 우리의 성화의 삶이 있어야 한다. 성화는 일상성과 공적인 삶의 영역을 떠나서 이루어지지 않는다. 이 세속의 한 가운데 우리의 거룩성이 있어야 한다. 그래서 하나님 앞에 있는 이는 세속 속의 성자(the secular saint)이다.
Coram Deo(4) 사랑의 삶(The Life of Love)
그러므로 우리의 하나님 앞에서의 삶은 같이 하나님 앞에선 이들과 함께 하나님을 섬겨 나간다는 의식을 나누는 사랑 의식(agape-consciousness)일 수밖에 없다. 물론 하나님 앞에 설 때는 참으로 홀로 선다. 하나님 앞에서 우리는 홀로 정죄 된다(따라서 여기서는 아무런 비교 의식도, 우열 의식도 없는 것이다. 그런 것이 있는 한 우리는 참으로 하나님 앞에서 참된 죄의식을 아직 가지지 못한 것이다). 또한 하나님 앞에서 홀로 예수 그리스도와 관련하여 그의 삶과 십자가에서의 구속을 믿음으로 칭의함을 받는다(여기서도 그리스도와 나와의 관계만이 있을 뿐이다).
그러나 이렇게 하나님 앞에 홀로 선 이들은 자신들만이 홀로 하나님 앞에 서 있는 것이 아니라, 그렇게 홀로 하나님 앞에서 정죄받고 칭의함을 받은 다른 이들이 있다는 것을 발견하게 된다. 하나님 앞에 설 때는 참으로 냉정하게 홀로 서야 한다. 다른 길이 없다. 그러나 참으로 하나님 앞에 서면 우리가 사랑할 많은 이들이 주어지는 것이다. 그들이 우리에게 주어진 선물이다. 그리스도인은 이처럼 함께 살아가도록 새로 지어진 것이다.
따라서 그는 무엇보다도 먼저 이 공동체 안에 있는 동료 그리스도인을 사랑하게 된다. 그리고 그는 여기서 하나님께서 주시는 사랑의 실천을 연습하는 것이다. 하나님의 사랑으로 탄생된 이 공동체 안에서 그는 하나님의 사랑을 나누고 실천하고 연습하여, 하나님의 사랑을 가시적인 현실(可視的 現實)로 이 세상에 드러내야만 한다.
이 공동체 안에서의 삶과 함께 그는 동시에 그 공동체 안에서 연습한 그 사랑을 온 세상 안에 가서 실천해야 한다. 이 세상은 그의 사랑이 표현되어야 하는 사랑의 역사(the works of love)가 나타나야 하는 무대이다. 이 세상은 우리가 피하여 가야 할 영역이 아니라, 우리가 그 안에 들어가 살아야 하는 우리의 사랑의 실천의 장(場)인 것이다. 이 세상에서 우리는 하나님의 사랑을 전달하는 하나님 사랑의 도관(channel of the love of God)이다. 따라서 하나님 앞에서의 우리의 삶은 사랑의 삶일 수밖에 없다는 것이다.

### 기독교 연합기관들에 대한 견해
그가 보는 기독교 단체나 연합기관에 대한 견해는 성경적 개혁신학의 관점에 철저하게 유지하면서 대화와 교류를 제시한다.
예를 들면 세계복음주의연맹(WEA)과 같이 국제적인 복음주의 단체에 대한 그의 견해는 다음과 같다.
```
그러므로 세계복음주의연맹(WEA)과 같이 국제적인 복음주의 단체에 대한 우리의 관계는 그 단체가 복음주의적 신앙고백에 충실하면 우리들은 그런 단체와 관계를 단절할 것이 아니라, 오히려 그들과 여러 활동을 같이 하면서 그들이 참으로 이런 복음주의적 신앙고백에 충실한 신학과 실천을 할 수 있도록 다양한 방면에서 영향을 주어야 할 것이다. 그 과정 가운데서 그들에게 더 큰 영향을 미쳐서 가장 정순한 복음주의인 개혁파적 입장에로 올 수 있도록 하는 것이 우리가 해야 할 일이라고 판단된다. 그래서 우리는 우리나라에서 한국복음주의협의회와 한국복음주의신학회(KETS) 등에서 철저히 개혁파가 아닌 분들과 같이 활동도 하고, 국제적인 복음주의 단체인 세계복음주의연맹(WEA)에서 활동도 하고, 미국 복음주의신학회(ETS)와 관계도 가지면서 우리들의 성경적인 개혁신학과 개혁파적 비전이 우리들 안에서 만이 아니라 더 넓은 영향력을 내도록 하는 일에 충실해야 한다.
[
48
]
```

### 학회 활동
그는 국내 많은 학회의 창립에 관여하였다. 먼저 한국성경신학회, 한국장로교신학회, 한국개혁신학회,종교개혁500주년기념사업회, 한국키에르케고르학회의 설립을 주도하였다. 그리고 한국복음주의신학회를 비롯한 그가 관여한 여러 학회의 회장을 역임하였다. 가장 중요한 총무와 실행위원장으로 활동하였다.

## 설교관
그의 설교는 성경적 개혁신학적 관점에서 특징된다. 

## 역사관
그의 역사관은 그의 기독교 세계관과 연결되어 있다. 인간은 전체 역사의 의미를 알지 못하고 부분적으로만 이해할수 있다. 2025년 6월 11일 언약교회 수요예배 설교에서 오직 하나님만이 전체 역사를 보신다고 한다.
따라서 역사는 하나님의 관점에서 보아야 한다고 한다. 우리 인간은 삶의 한 부분만 보는데 죄로 작용되어 왜곡된 형태로 알게된다는 것이다. 그러므로 창조에서 재림까지 전체 맥락에서 볼때 우리의 삶의 모든 것들이 다 의미가 있다고 한다.

## 성암(聖岩) 이승구 박사의 신학적 공헌과 평가
그는 대학교 4학년부터 번역을 시작하였는데 최초의 신학서 번역은 게하르두스 보스의 성경신학이다. 이 책은 한국에서 최초로 성경신학자 보스의 성경신학을 소개하였는데 구속사의 관점에서 성경을 이해하는데 계시의 점진성을 깊이 있게 탐구하도록 도움을 주었다. 그의 수많은 번역서들이 많은 학생들에게 최근의 기독교신학을 신속히 배울수 있는 기회를 제공하였다. 40년을 지켜본 안명준 교수는 그의 성경중심적-개혁신학적 관점에서 시도하는 신학연구는 바른 개혁신학의 방향을 제시하였고, 그의 신학방법은 한국신학자들 뿐만 아니라 화란의 신칼빈주의자들의 후예들과 영국의 복음주의 신학자 로버트 레담과 같은 학자들에게 도전을 주었다고 평가한다.

## 수상
- 한국복음주의신학회 수상
- 올해의 신학자상 (요한칼빈탄생500주년기념사업회)
- 자랑스러운 장로교인상(교육 및 신학부문)한국기독저널, 2024, 7, 10
- 자랑스런 동문상, 총신대학교 기독교교육과(78회) 학술 부문
- 한국 칼빈주의자 및 개혁주의 기독교인들 9인(선정 등재, FamousFix Lists[52]

## 저서

### 국내저서
1. 『현대영국신학자들과의대담』서울: 엠마오,1992.
2. 『개혁신학에의한탐구』서울: 웨스트민스터출판부, 1995. 개정판, 2004.
3. 『교회론강설: 교회란무엇인가?』서울: 여수룬,1996. 재판, 2002. 개정판. 서울: 나눔과섬김,2011, 2014.
4. Barth and Kierkegaard. Seoul: Westminster Theological Press, 1996.
5. 『진정한기독교적위로』서울: 여수룬, 1998. 개정판. 서울: 나눔과섬김, 2007, 2013.
6. 『개혁신학탐구』서울: 도서출판하나, 1999. 재판, 2002. 개정판: 합신대학원출판부, 2012.
7. 『성령의위로와교회』서울: 이레, 2001. 개정판,2005. 개정 2 판, 2007.
8. 『인간복제, 그위험한도전』서울: 예영, 2003. 개정판, 2006.
9. 『기독교세계관이란무엇인가?』서울: SFC,2003. 개정판, 2005.
10. 『사도신경』서울: SFC, 2004. 개정판, 2005. 재개정판, 2009.
11. 『기독교세계관으로바라보는 21 세기한국사회와교회』서울: SFC, 2005. 2 쇄, 2006.
12. 『21 세기개혁신학의방향』서울: SFC, 2005. 3쇄 2008.
13. 『코넬리우스반틸: 개혁파변증학의선구자』살림, 2007. 2 쇄, 2012.
14. 『한국교회가나아갈길』서울: SFC, 2007. 2 쇄,2011.
15. 『전환기의개혁신학』서울: SFC, 2008. 2 쇄.
16. 『광장의신학』수원: 합신대학원출판부, 2010.2 쇄.
17. 『우리사회속의기독교』서울: 나눔과섬김, 2010.2 쇄. 그리고개정판『거짓과분별』서울: 예책,2014.
18. 『톰라이트에대한개혁신학적반응』수원: 합신대학원출판부, 2013. 2 쇄발행.
19. 『우리이웃의신학들』서울: 나눔과섬김, 2014.
20. 『묵상과기도생각과실천』서울: 나눔과섬김,2015.
21. 『성경신학과 조직신학』 서울:SFC, 2018.
22. 『21세기 개혁 신학의 방향』 서울:CCP, 2018.
23. 『하이델베르크 요리문답 강해시리즈 IV: 하나님께 아룁니다』, 2020, 말씀과 언약.
24. 『교회, 그 그리운 이름』 서울: 말씀과 언약, 2021.
25. 『데이비드 웰스와 함께하는 하루』 서울: 말씀과 언약, 2021.
26. 『성경적인 종말론과 하나님 백성의 삶』  도서출판 말씀과 언약, 2022
27. 『1세기 야고보 오늘을 말하다: 세상에 흩어져 사는 하나님 백성들의 삶과 그들의 내면 』 도서출판 말씀과 언약, 2022
28. 『교리사: 개혁파적 교의사의 한 시도』 합동신학대학원 출판부 2023.
29. 『오늘날 다양한 신학의 도전에 대한 성경적 신앙의 응답』  도서출판 말씀과 언약, 2024

## 공저
1. 《코로나19 팬데믹시대의 말씀 선포》,성광문화사: 2021
2. 『영적거장들의 기도』, 공저, 2021,홀리북클럽
3. 박상은 엮음. 『생명의료윤리』. 서울: 한국 누가회 문서출판부, 1997.
4. 차영배 외. 『삼위일체론과 성령론』. 서울: 태백사, 1999.
5. 『신학과 경건: 백산 이진태 박사 칠순 기념 논총』. 광신대학교 출판부, 2002.
6. 『칼빈의 신학과 한국교회의 과제: 신복윤 명예총장 은퇴기념 논문집』. 수원: 합동신학대학원 출판부, 2002.
7. 키에르케고어 학회 편. 󰡔다시 읽는 키에르케고어󰡕. 서울: 철학과 현실사, 2003.
8. 은퇴 기념 논총 출판 위원회 편. 『복음주의와 한국 교회: 남양 김명혁 박사 교수 은퇴 기념 논총』. 수원: 합동신학대학원 출판부, 2004.
9. 손봉호 외. 󰡔하나님을 사랑한 철학자 9인󰡕. 서울: IVP, 2005.
10. 키에르케고어 학회 편. 󰡔키에르케고어에게 배운다󰡕. 서울: 철학과 현실사, 2005.
11. E. A. J. G. Van der Borght. (Ed.) Religion Without Ulterior Motive. Leiden & Boston, Brill, 2006.
12. 『21세기 한국 개혁신학의 방향』. 은혜 김영한 교수 회갑 기념 논문집 간행위원회 편. 서울: 선학사, 2006.
13. 은퇴 기념 논총 출판 위원회 편. 『한국 교회의 신학 인식과 실천: 유강 김영재 박사 은퇴 기념 논총』. 수원: 합동신학대학교 출판부, 2006.
14. 『생명 공학 시대의 생명 주권, 생명 사랑』. 서울: 생명의 말씀사, 2006.
15. 『줄기 세포 연구와 난치병 치료』. 부산: 생명을 사랑하는 과학자들의 모임, 2006.
16. 안명준 편. 『한국 교회의 문제점과 극복 방안』. 서울: 이컴비즈넷, 2006.
17. 『하나님 나라를 위한 성경 신학』. 황창기 박사 정년 퇴임 기념 논문집. 서울: 선학사, 2007.
18. 고신대학교 개혁주의 학술원 편. 󰡔칼빈과 성경󰡕. 개혁주의 신학과 신앙 총서 2. 부산: 고신 대학교 개혁주의 학술원, 2008.
19. 이장로 편. 『하나님 나라 리더쉽』. 서울: 생명의 말씀사, 2008.
20. 안명준 편. 『칼빈신학 2009』. 서울: 성광문화사, 2009.
21. 전광식 엮음. 󰡔칼빈과 21세기󰡕. 서울: 부흥과 개혁사. 2009.
22. 길자연, 강웅산 편. 󰡔찰스 핫지의 신학󰡕. 서울: 솔로몬, 2009.
23. 은퇴 기념 논총 출판 위원회 편. 『주는 영이시라: 성산 박형용 박사 은퇴 기념 논총』. 수원: 합신대학원 출판부, 2009.
24. Eduardus Van der Borght (Ed.). The Unity of the Church: A Theological State of the Art and Beyond. Leiden and Boston: E. J. Brill, 2010.
25. 『바른 신학과 교회 갱신』. 서울: 길송 이종윤 목사 고희 기념논문집 간행 위원회, 2010.
26. 요한 칼빈 탄생 500주년 기념 사업회 편. 󰡔칼빈의 성경해석과 신학󰡕. 서울: SFC, 2011.
27. 『김인환 교수 정년퇴임기념논총』 서울: 총신대학교, 2011.
28. 『나와 함께 하신 하나님의 은혜: 김영한 박사 은퇴 기념 논문집』. 은퇴 기념 논문집 간행위원회 편. 서울: 미션앤컬쳐, 2012.
29. 김성봉 외 4인. 『WCC, 참된 교회 연합 운동인가?』 수원: 영음사, 2012.
30. 키에르케고어 학회 편. 󰡔키에르케고어, 미학과 실존󰡕. 한국 키에르케고어 연구 3. 서울: 킹덤북스, 2014.
31. 웨슬리 신학연구소 편. 󰡔관계 속에 계신 삼위일체 하나님󰡕. 서울: 아바서원, 2015.
32. 정창균 외. 󰡔합신 채플 1-6󰡕 수원: 합동신학대학원대학교 출판부, 2014-2018.
33. 박성은 외 6인. 『하나님 밖에 모르는 사람 박윤선』 서울: 국민일보, 2016.
34. 김병훈 편. 『행위로 구원?: 바울에 관한 새 관점을 비평하다』, 175-214. 수원: 합신대학원출판부, 2017.
35. 종교개혁 500주년 기념 공동학술대회 준비위원회 편. 『종교개혁 500주년 기념 논총』 1-7권. 서울: 나눔사, 2018.
36. 신원하 외. 󰡔성령을 설교하다: 박영돈 교수 은퇴 기념 설교집󰡕. 천안: 고려신학대학원, 2018.
37. 강경림 외 10인. 󰡔한권으로 읽는 츠빙글리의 신학󰡕, 247-67. 서울: 세움북스, 2019.
38. 안명준 외. 󰡔한국 교회를 빛낸 칼빈주의자들󰡕. 서울: 킹덤북스, 2019.
39. 안명준 외 17인. 󰡔전염병과 마주한 기독교󰡕, 22-30. 서울: 도서출판 다함, 2020.
40. 『가난하나 부요케: 조병수 박사 은퇴기념논총집』. 서울: 가르침, 2020.
41. 안명준 외 45인. 󰡔교회 통찰󰡕, 216-24. 서울: 세움북스, 2020.
42. 명재진 외 6인. 󰡔코로나 바이러스와 교회 셧다운󰡕 서울: 개혁된 실천사. 2020.
43. 이상원 교수 은퇴 논총 편집위원회 편. 『사람보다 하나님께 순종하는 것이 마땅하니라: 이상원 교수 정년퇴임 기념 논총』. 서울: 솔로몬, 2021.
44. 노영상 외 3인 편집. 『코로나19 팬데믹 시대의 말씀 선포』. 서울: 성광문화사, 2021.
45. 안명준 편집. 『영적 거장들의 기도』. 서울: 홀리 북 클럽, 2022.
46. 안명준 편집. 󰡔한국교회 대학부 이야기󰡕. 서울: 세움북스, 2022.
47. 김병훈 편집. 󰡔그리스도의 순종과 의의 전가󰡕. 수원: 합신대학원출판부, 2022.

### 외국저서와 영어논문들
1. <International Kierkegaard Commentary>, Vol. 6: <Fear and Trembling and Repitition>, (ed.) Robert Lee Perkins. Mercer University Press, 1993.
2. Kierkegaard on Becoming and Being a Christian. Zoetermeer: Meinema, 2006.
3. “Religious Pluralism and Christianity.”In <Take Root Downward, Bear Fruit Upward> Ed. Johnson T. K. Lim. Hongkong: Asia Baptist Graduate Theological Seminary, 2008. 123-46.
4. <KIerkegaard and Christianity>. (Eds.) Andrew Burgess et al. Kierkegaard Circle, Trinity College, Toronto, Canada & Kierkegaard Society in Slovakia, Slovakia, 2008.
5. <Religion Without Ulterior Motive>, ed. E. A. J.G. Van der Borght. Leiden & Boston, Brill, 2006.159-78.
6. “A Christian Answer to the World of Violence,”<Christian Faith and Violence> vol. 2 <Studies in Reformed Theology> 11, eds. Dirk van Keulen and Martien E. Brinkman (Zoetermeer: Meinema, 2003): 202-26.
7. “Christian Identity in the Korean Context.”373-91.In <Christian Identity> Edited by Eduardus Van der Borght. Leiden and Boston: Brill, 2008.
8. “The Relationship between the Ontological Trinity and the Economic Trinity“, Journal of Reformed Theology  3 (2009): 90-107
9. “A Biblical Theological Hemeneutics, the Pure Preaching of the Word of God, and the Unity of the Church.”105-10, <The Unity of the Church>. Edited by Eduardus Van der Borght. Leiden and Boston: Brill, 2010.
10. “The Promises and Dangers of Public Theology,” UNIO CUM CHRISTO 6/2  (2020): 133-45.
11. “The Relationship between Heinrich Bullinger and John Calvin,” Hapshin Theological Review 8 (2020): 109-48.  ISSN  2383-8507.

## 최근 논문들
- "도르트 결정문의 타락후 선택설적 표현의 의의”. ｢신학정론｣ 38/1 (2020년 6월):  233-62. (2018년에 발표한 영어 논문의 번역본).  ISSN 1229-0599.
- “하나님 나라 논의에 대한 톰 라이트의 기여와 문제점”, ｢목회와 신학｣ 375 (2020년 2월호): 148-53.
- “데이비드 웰스가 말하는 현대 복음주의 운동의 문제점들과 개혁 방안”, ｢교회와 문화｣ 44 (2020년 여름): 109-46.   ISSN 1598-4730.
- “개혁자들의 칭의론의 일치성”, 『가난하나 부요케: 조병수 박사 은퇴기념논총집』 (서울: 가르침, 2020), 415-36. 2020년 8월 31일 발행. ISBN 979-11-968579-2-9.
- “데이비드 웰스의 현대 문화 분석에 대한 한 논의”, ｢조직신학연구｣ 35 (2020년 8월 30일): 26-64.  ISSN 1738-4508.
- “성적 지향에 대한 신학적 이해와 차별금지법”, 「기독교 사상」 743 (2020년 11월호): 43-52.  2020년 11월 1일 발간. ISSN 1227-3503.
- “코로나19 이후 상황에서의 성경적 교회의 모습과 성경적 목회”, 「장로교회와 신학」 16 (2020): 107-26.  2020년 12월 10일 발간. ISSN 2005-9647.
- “이 때, 참된 영적 기도가 절실한 때”,  TGC Korea Articles, 2020. 3. 8.

156. “코로나19 속의 교회와 국가”, TGC Korea Articles, 2020년 3월 13일. <이승구 교수의 개혁신학과 우리 사회 이야기>에 재수록.
- “삼위일체 하나님을 믿습니까?” TGC Korea Articles, 2020. 4. 22. <이승구 교수의 개혁신학과 우리 사회 이야기>에 재수록.
- “예수 그리스도의 신성을 참으로 믿습니까?” TGC Korea Articles, 2020. 5. 19. <이승구 교수의 개혁신학과 우리 사회 이야기>에 재수록.
- “교회를 위한 신학으로서 성경적 하나님 나라 개념에 충실한 신학 작업을 지향하면서”, 「한국개혁신학」 66 (2020): 12-21.  ISSN 1229-1099  2020년 5월 31일 발행.
- “성령님의 신성을 믿습니까?” TGC Korea Articles, 2020. 6. 25. <이승구 교수의 개혁신학과 우리 사회 이야기>에 재수록.
- “국가의 교회에 대한 염려, 간섭?” 「기독교보」 1405호 (2020년 7월 18일자), 4쪽. <이승구 교수의 개혁신학과 우리 사회 이야기>에 재수록.
- “제임스 패커(1926-2020)의 소천 소식을 들으면서”. TGC Korea Articles, 2020년 7월 20일. <이승구 교수의 개혁신학과 우리 사회 이야기>에 재수록.
- “펜데믹 상황을 넘어선 신앙”. 「신앙세계」 618 (2020년 7월호): 34-37. ISSN 1975-8243. <이승구 교수의 개혁신학과 우리 사회 이야기>에 재수록.
- “하나님의 섭리를 믿습니까?” TGC Korea Articles, 2020. 9. 27. <이승구 교수의 개혁신학과 우리 사회 이야기>에 재수록.
- “815와 우리들”. 2020년 8월 15일. <이승구 교수의 개혁신학과 우리 사회 이야기>.
- “욥기를 어떻게 이해하고 설교해야 하는가?” 「교회와 문화」 44 (2020년 8월): 5-10. 2020년 8월 17일 발간. ISSN 1598-4730.
- “기독교 신념과 포괄적 차별금지법 논란”, TGC Korea Articles, 2020. 8. 19.
- “창조를 믿습니까?” TGC Korea Articles, 2020. 8. 31. <이승구 교수의 개혁신학과 우리 사회 이야기>에 재수록.
- “섭리 아래 사는 성도들의 올바른 태도”, TGC Korea Articles, 2020. 11. 1. <이승구 교수의 개혁신학과 우리 사회 이야기>에 재수록.
- “우리 시대에 가장 필요한 ‘분별력’” TGC Korea Articles, 2020. 11. 24. <이승구 교수의 개혁신학과 우리 사회 이야기>에 재수록.
- “온라인 예배에 대한 신학적 검토”, 󰡔코로나 바이러스와 교회 셧다운󰡕 (서울: 개혁된 실천사. 2020), 137-51.
- “교회의 예배 방식에 대한 결정과 이를 위한 고려 사항”, 󰡔코로나 바이러스와 교회 셧다운󰡕 (서울: 개혁된 실천사. 2020), 153-60.
- “하나님께서 사람을 창조하신 것을 믿습니까?” TGC Korea Articles, 2020. 12. 27. <이승구 교수의 개혁신학과 우리 사회 이야기>에 재수록.

### (2021년)
- “근원인 성경의 빛에서 본 인간과 공동체”. 「세계관」 247 (2021년 1월호): 24-27. ISSN 2234-3865.
- “도르트 대회가 열리기까지와 도르트 회의 과정”. 「월간 고신 생명나무」 (2021년 1월호): 48-53.
- “‘교회 질서’라는 용어의 역사적 배경과 그 의미”. 「월간 고신 생명나무」 (2021년 2월호): 34-39.
- “섭리에 대한 바른 이해의 유익: 섭리를 바로 이해하는 것은 우리에게 참된 위안과 안식을 준다”. TGC Korea Articles, 2021. 2. 3. <이승구 교수의 개혁신학과 우리 사회 이야기>에 재수록.
- “반(反) 기독교 문화 확산 앞에선 우리의 과제”. 「신앙세계」 623 (2021년 1, 2월호): 36-39. ISSN 1975-8243. <이승구 교수의 개혁신학과 우리 사회 이야기>에 재수록.
- “목사는 어떻게 세워지는가?” 「월간 고신 생명나무」 (2021년 3월호): 34-39.
- “지금까지 이어져 온 최초의 죄와 그 결과”. TGC Korea Articles, 2021. 2. 20. <이승구 교수의 개혁신학과 우리 사회 이야기>에 재수록.
- “한국 교회는 지금, 이슈와 진단: 10년 만에 다시 불거진 인터콥 선교회 논란”. 「목회와 신학」 381 (2021년 3월호): 172-75.
- “사유리가 쏘아 올린 작은 공: 비혼출산 문제에 대하여”. 「합신은 말한다」 2021년 3월호. <이승구 교수의 개혁신학과 우리 사회 이야기>에 재수록.
- “목회자들의 생활에 대한 지지”. 「월간 고신 생명나무」 (2021년 4월호): 36-41.
- “느헤미야 시대와 그의 사역, 그리고 우리들의 교회와 우리들의 사역”. 「교회와 문화」 45 (2021년 겨울호): 5-12.   ISSN 1598-4730.
- “타락한 우리들이 어떻게 하나님을 믿게 되었습니까?” TGC Korea Articles, 2021. 3. 31. <이승구 교수의 개혁신학과 우리 사회 이야기>에 재수록.
- “성경적 직분을 회복한 개혁파 교회의 직분 제도”. 「월간 고신 생명나무」 (2021년 5월호): 24-29.
- “죄인을 위해 하나님이 하신 일”. TGC Korea Articles, 2021. 4. 25. <이승구 교수의 개혁신학과 우리 사회 이야기>에 재수록.
- “장로직의 회복을 확고히 한 도르트 교회 질서”. 「월간 고신 생명나무」 (2021년 6월호):
- “기독교와 성육신의 신비”. TGC Korea Articles, 2021. 6. 4.
- “집사직의 회복을 확고히 한 도르트 교회질서”.  「월간 고신 생명나무」 (2021년 7월호): 43-47.
- “직분 임기제의 정착”. 「월간 고신 생명나무」 (2021년 8월호): 51-55.
- “신사도 운동에 대한 신학적 평가”. ｢현대 종교｣ 547 (2021년 7/8월호): 54-58.
- “통치자와 교회의 관계?” 「월간 고신 생명나무」 (2021년 9월호): 55-59.
- “교회 회의체들의 기본적 성격”. 「월간 고신 생명나무」 (2021년 10월호): 56-61.
- “성경신학적 사유의 개발을 요청하면서”. 「합신은 말한다」 2021년 9월호. <이승구 교수의 개혁신학과 우리 사회 이야기> (Daum Blog)에 재수록.
- “권두언: 고린도 교회에 보낸 두 번째 편지, 그 위로와 주장”. 「교회와 문화」 46 (2021년 8월 31일): 5-11.  ISSN 1598-4730.
- “교회 회의체의 교회 회의체로서의 필요조건들”. 「월간 고신 생명나무」 (2021년 11월호): 58-62.
- “교회의 회의체들(1): 당회와 집사회”. 「월간 고신 생명나무」 (2021년 12월호): 41-45.
- Editorial: “‘The Three Great Calvinists,’ the Puritans and the Korean Church,” Hapshin Theological Review 9 (2021): 5-8.

### (2022년)
- “교회의 회의체들(2): 시찰회와 시찰”. 「월간 고신 생명나무」 (2022년 1월호): 25-29.
- “예수 그리스도 안에서 하나님이 하신 것은 무엇인가?” <월드뷰> 259 (2022년 1월호): 104-108. ISSN 2234-3865.
- “류현모, 강애리의 <기독교 세계관 바로 세우기>에 대한 서평”. <월드뷰> 259 (2022년 1월호): 168-69.
- “교회의 회의체들(3): 노회와 대회”. 「월간 고신 생명나무」 (2022년 2월호): 15-19.
- “십자가와 속죄(1)”. <월드뷰> 260 (2022년 2월호): 104-108. ISSN 2234-3865.
- <권두언> “민수기 묵상: 약속의 부분적 성취와 계속되는 희망을 가지고 사는 일”. 「교회와 문화」 47 (2022년 3월):   ISSN 1598-4730.
- “교리에 대한 강조: 교리를 가르치는 직분의 중요성”.  「월간 고신 생명나무」 (2022년 3월호): 14-19.
- “십자가와 속죄(2)”. <월드뷰> 261 (2022년 3월호): 104-108. ISSN 2234-3865.
- “이 복잡한 세상 속에서 개혁자들을 다시 생각해 봅니다”. ｢현대종교｣ 2022년 4월 29일.
- “‘기독교 신앙’이란 무엇인가?(1)” <월드뷰> 262 (2022년 4월호): 102-106.ISSN 2234-3865.
- “유아세례와 세례에 대한 바른 이해”.  「월간 고신 생명나무」 (2022년 4월호): 22-27.

“‘기독교 신앙’이란 무엇인가?(2): ‘그러나 신앙이 우리를 의롭게 하는 것은 아니다’”, <월드뷰> 263 (2022년 5월호): 94-98.  ISSN 2234-3865.
- “우크라이나 전쟁을 생각하면서”. 「합신은 말한다」 2022년 5월호. <이승구 교수의 개혁신학과 우리 사회 이야기>에 재수록.

## 참고 자료
- 안명준, "성암 이승구 박사의 개혁신학 탐구: 개혁신학의 형성과 개혁파 조직신학", ｢신학정론｣ 제 41권 1호 (2023. 6.1): 15-62
- 언약교회
- 성경구절 왜곡 사이비에 가까워
- 기독교 세계관
- 이승구교수의 개혁신학과 우리사회이야기 홈페이지 보관됨 2017-04-06 - 웨이백 머신
- Seung Goo Lee
- CTS 뉴스 보기 안명준 교수(평택대학교)/이승구 교수(합동신학대학원대학교)

## 같이 보기
- 합동신학대학원대학교
- 한국복음주의신학회
- 한국복음주의조직신학회
- 한국장로교신학회
- 한국개혁신학회
- 종교개혁500주년기념일
- 요한칼빈탄생500주년기념사업회
- 한국성경신학회
- 한국의 신학자 목록
- 박윤선
- 개혁신학자
- 안명준
- 김영한 (교수)
- 데이비드 F. 웰즈
- 게할더스 보스